# Clocher

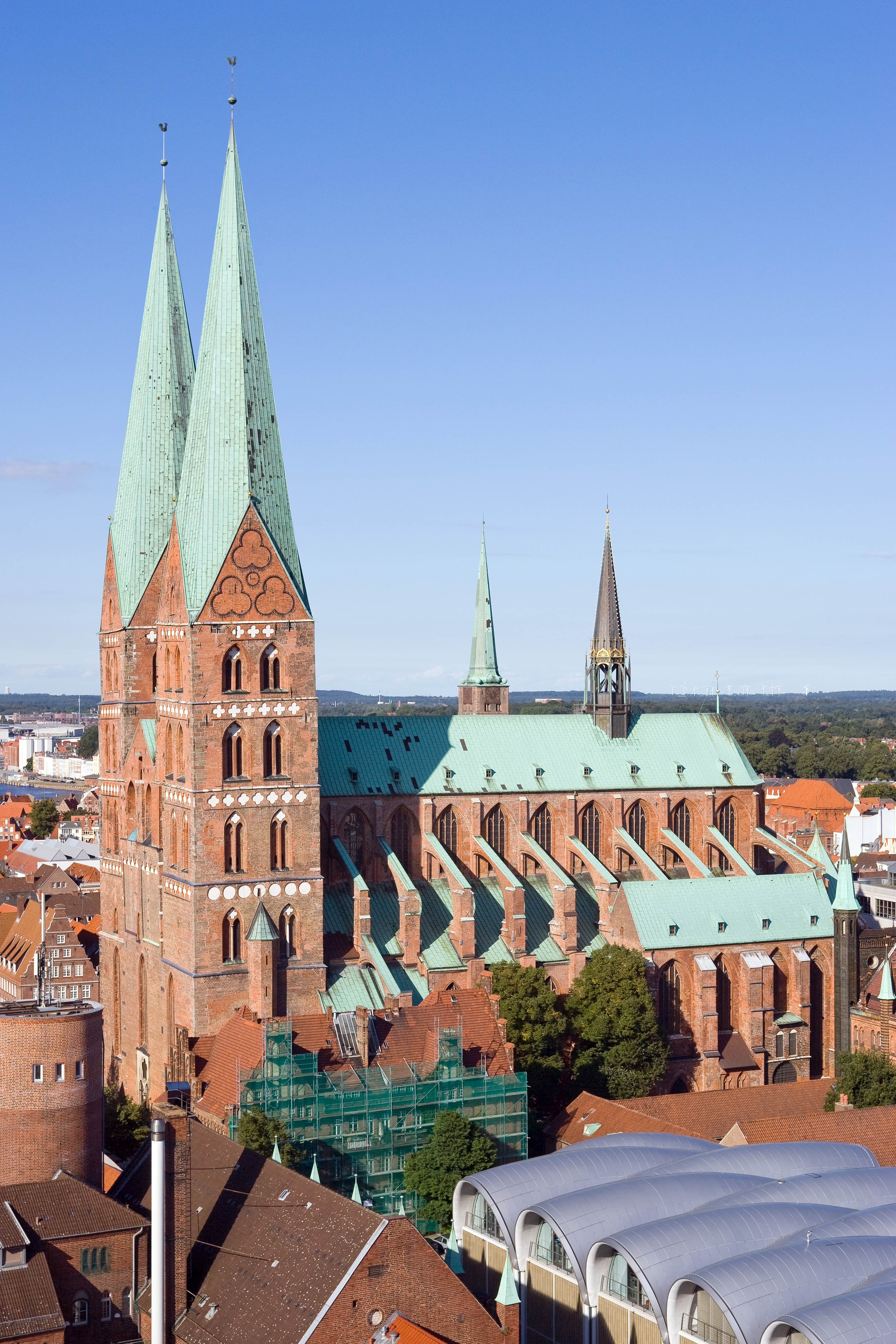
Les clochers en brique abritent des cloches de dimension réduite, en raison de la très faible résistance de ce matériau au couple de renversement.

Un clocher est un élément architectural d'une église, une tour ou un château, généralement en forme de tour plus ou moins élevée, qui héberge une ou plusieurs cloches.
Pointé vers le ciel, le clocher exprime l'existence souveraine divine et a longtemps affirmé la domination spirituelle et temporelle du clergé sur son territoire. Servant de signal à la communauté chrétienne, il fut créé pour l'appel des fidèles d'une paroisse pour la messe. Il permet de sonner les baptêmes, les mariages, les enterrements (avec le glas — sauf pour les clercs), les prières (angelus), les alarmes (tocsin) et l'heure. C'est aussi un repère dans le paysage, pour se situer et se déplacer (sur le littoral, il constitue un amer pour la navigation).

## Étymologie
Le substantif masculin,, clocher (prononcé [klɔʃe]) est dérivé, de cloche (mot formé sur une racine celtique qui doit correspondre à une onomatopée apparentée à klak-, klik-),,, avec le suffixe (i)er. Il est attesté au XIIe siècle : d'après le Trésor de la langue française informatisé, sa plus ancienne occurrence (graphie ‹ clochier ›) se trouve dans le Roman de Rou de Wace, daté de vers 1160-1170.

## Historique

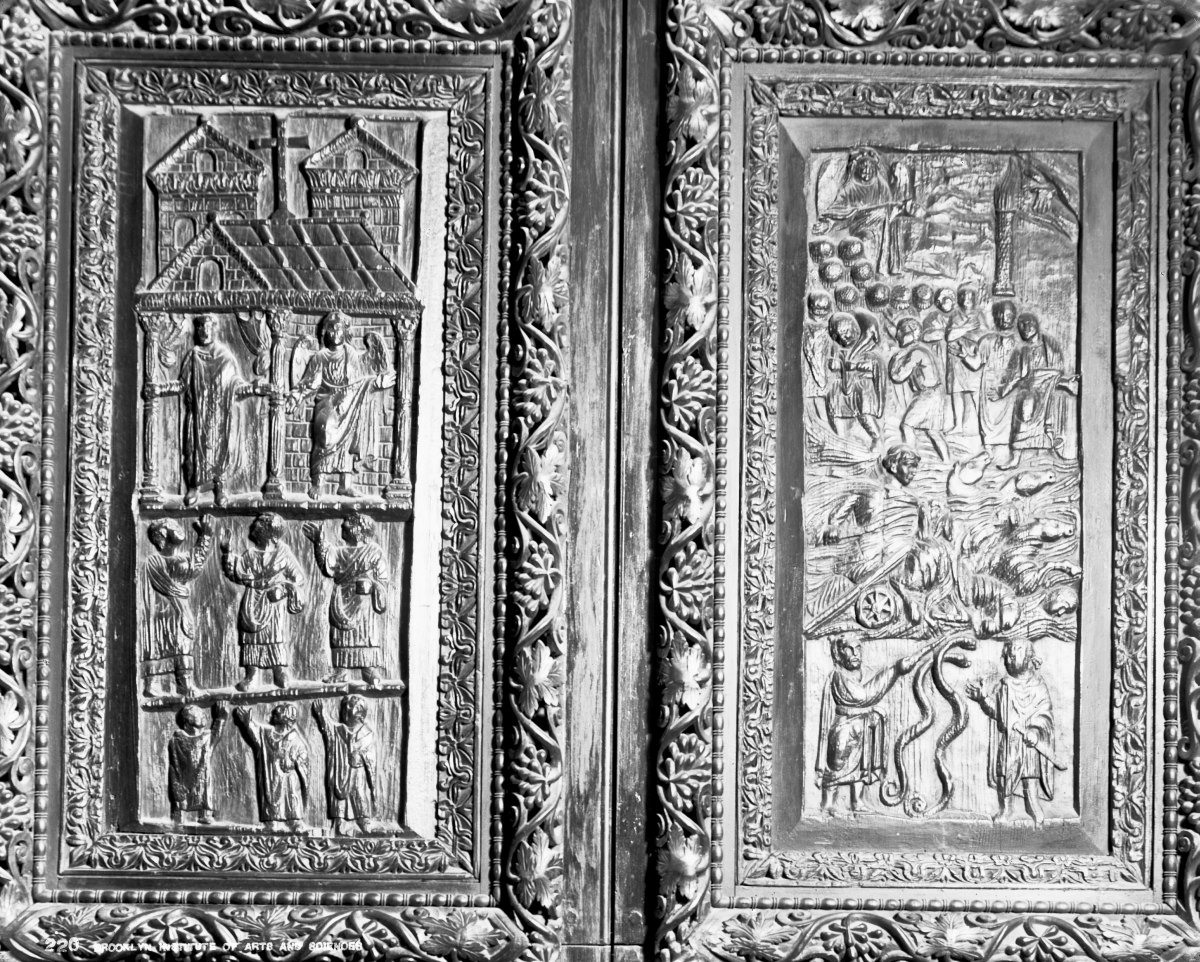
Bien que la porte de Sainte-Sabine de Rome datant du Ve siècle évoque des tours accolées aux églises, l'usage des clochers n'est attesté qu'au VIIIe siècle.

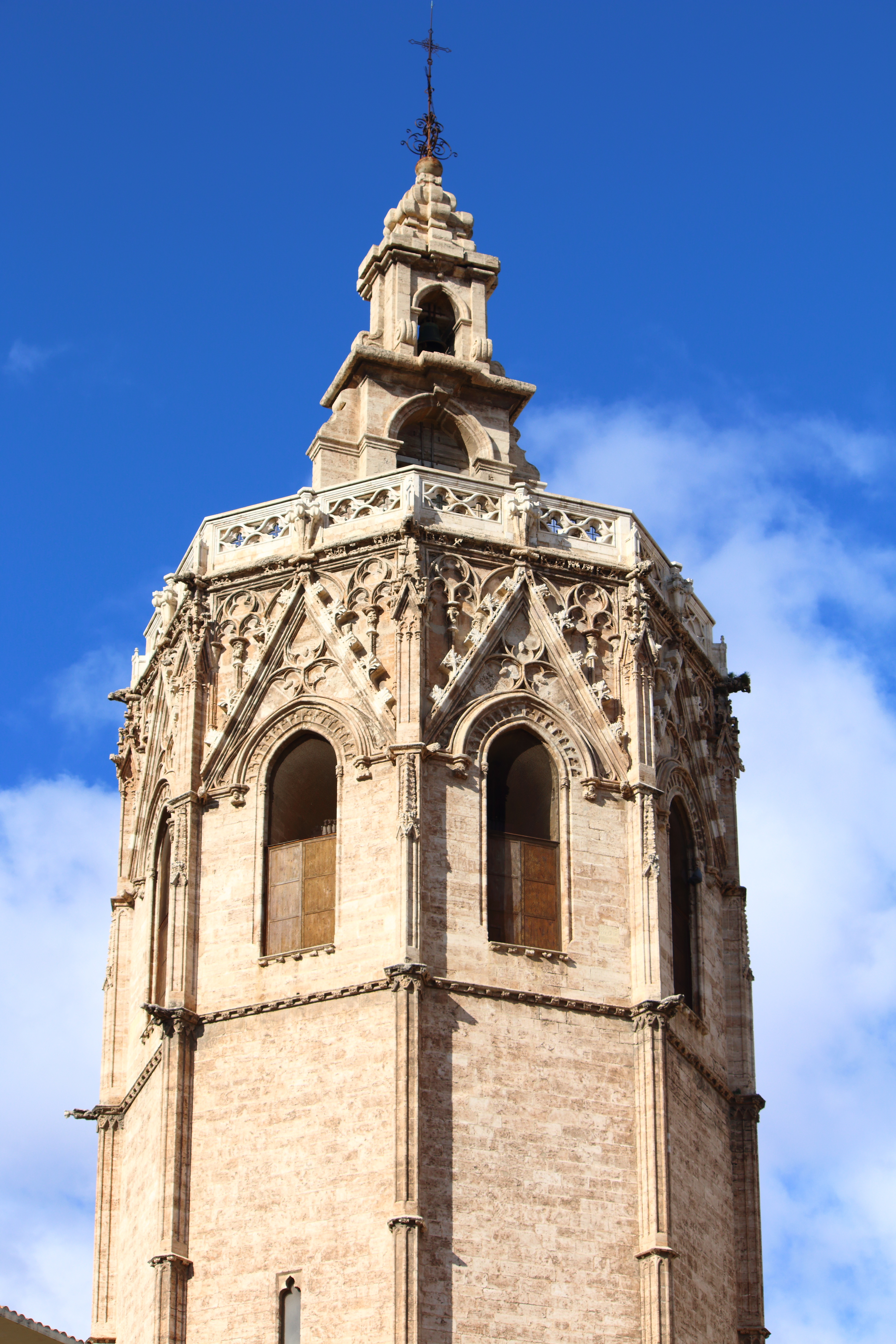
El Micalet, clocher de la cathédrale de Valence.

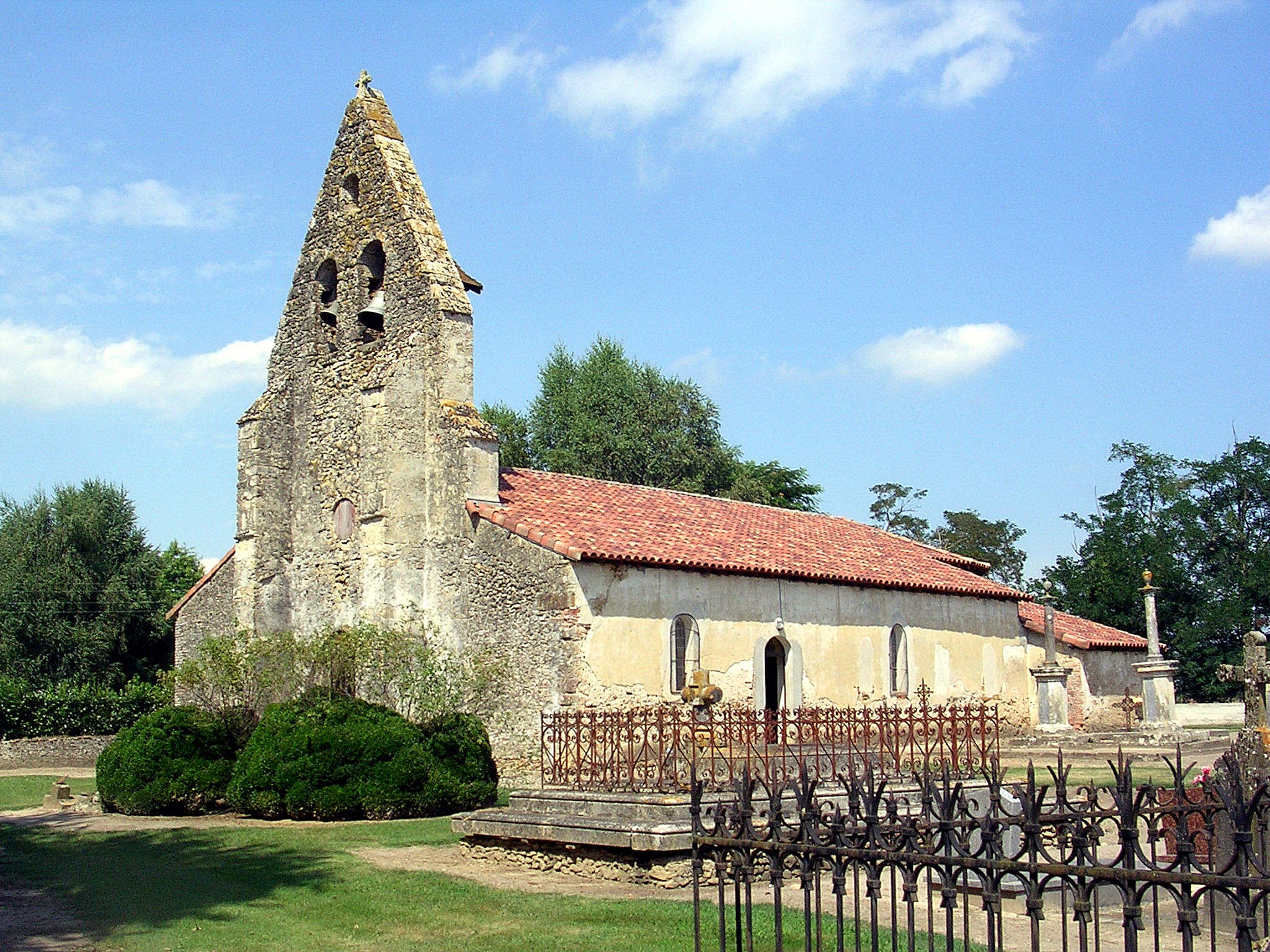
Clocher gascon de l'église de Benquet, XIe siècle.

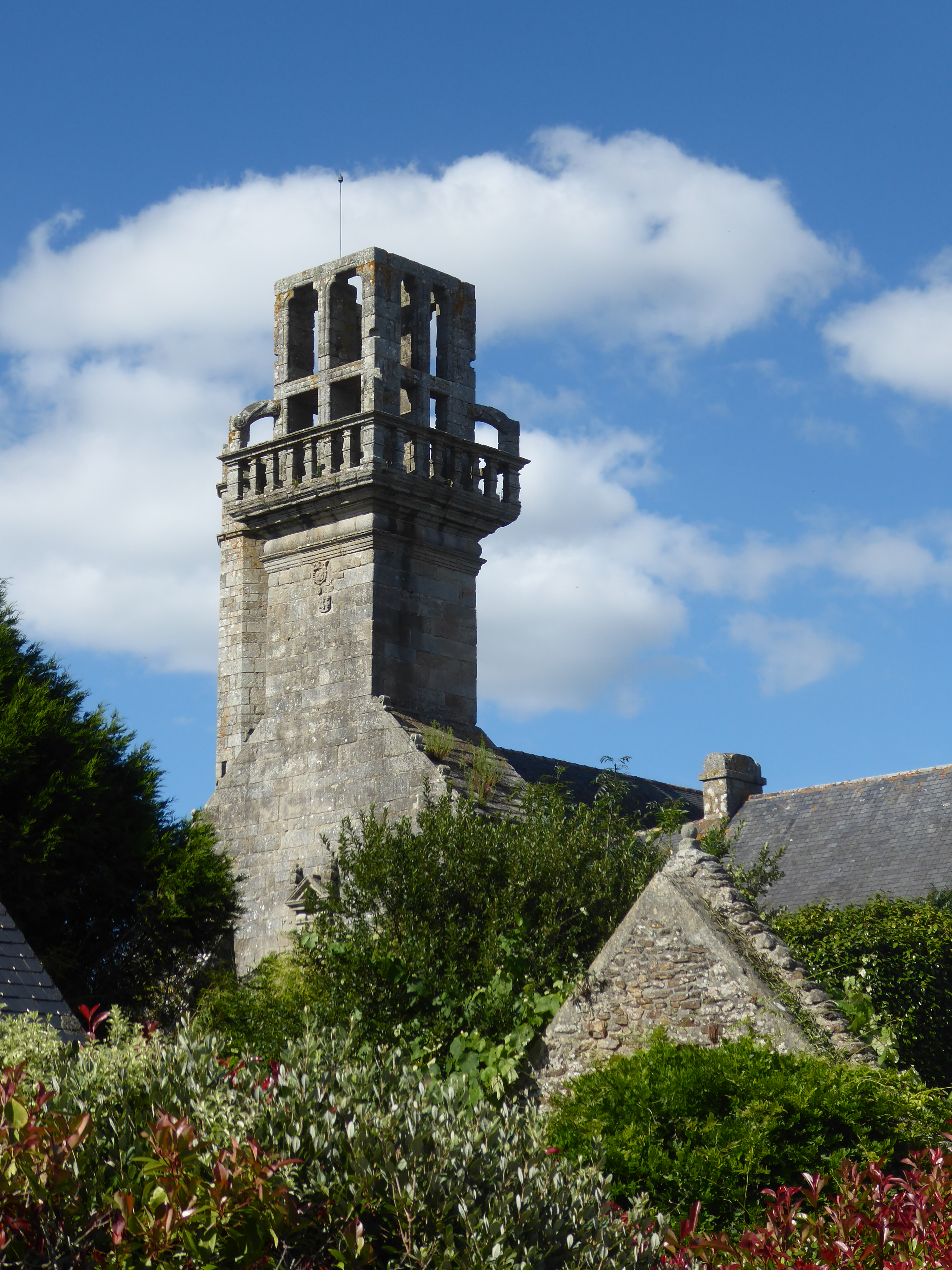
Le clocher décapité de la chapelle de Languivoa.

On attribue traditionnellement l'invention du clocher au Ve siècle à Paulin de Nole, évêque en Campanie où la petite cloche s'appelait en italien nola (pluriel nolae), la grosse campana (pluriel campanae), et l'édifice contenant ces dernières le campanile. En réalité, l'usage du clocher pour appeler à l'office liturgique est relativement tardif, les Grecs et Romains employant plutôt des grelots et des sonnettes car les cloches sont rares ou de faibles dimensions. Lorsqu'elles sont fixées, elles ne sont pas suspendues dans un bâtiment spécifique et on les sonne en agitant à la main les battants selon des rythmes et des jeux très variés. Ce n'est qu'au VIIIe et IXe siècles que les moines font des progrès en fonderie, si bien que les cloches fixes font 30 ou 40 cm de haut, atteignant des hauteurs de 1,5 à 2 m aux XIe et XIIe siècles.
Bien que certaines expressions de Grégoire de Tours suggèrent l'existence de clochers au VIe siècle, c'est vraisemblablement au VIIIe siècle que la formule du clocher est choisie pour doubler la voix de bois ou de fer des simandres (les mentions les plus anciennes datant de cette période sont celles de la basilique Saint-Jean-de-Latran et de Saint-Pierre ; les plus anciens conservés sont les campaniles des basiliques de Vérone et de Ravenne datant du IXe siècle). À partir du XIe siècle, le campanile est concurrencé puis supplanté par le clocher, qui s'établit sans rival hors d'Italie.
Au Moyen Âge, les clochers peuvent révéler l'orgueil des commanditaires, qui, pour marquer leur richesse, rivalisent de hauteur et d'audace architecturale. La règle était d'entreprendre la construction des tours et des clochers après celle du reste de l'édifice, à un moment ou généralement la générosité populaire s'essoufflait quelque peu : faute de financement, beaucoup de ces tours et clochers resteront inachevés ou privés de flèches, rompant la symétrie prévue.
Les cloches rythment alors tout autant la vie quotidienne que la vie religieuse, annonçant les grands événements individuels et collectifs. Le tintement des cloches indique approximativement les heures ponctuées par les prières et les horaires des messes, sur lesquelles se calent les paysans et les travaux des champs. Le tocsin alerte la population d'un danger imminent (incendie, invasion, révolte, catastrophe naturelle, naufrage). Le glas signale l'agonie, la mort ou les obsèques d'une personne. Le nombre de volées des cloches annonce des événements heureux (naissance, baptême, mariage). Le tintement est le plus souvent perçu comme un élément de l'identité villageoise puisque la musique d'un clocher diffère de celle des paroisses voisines.

Plutôt que de subir le facteur temps, la ville, où s'affirme le pouvoir bourgeois des marchands, se l'approprie à partir du XIIe siècle : aux côtés des clochers des églises, le pouvoir municipal se met à construire des beffrois ou des tours d'horloge chargées de rythmer et d'organiser l'activité citadine, nourrissant avec « l'esprit de clocher » maintes expressions populaires : sonner les cloches, à la cloche de bois, être fêlé comme une cloche. Les progrès de l'horlogerie monumentale permettent de découper le temps de plus en plus précisément par les horloges ornées de jacquemarts associées à ces beffrois. Les cadrans géants des horloges permettent de visualiser les minutes, pendant que leurs cloches, associées en grappes sonores différenciées, distinguent, par les ritournelles, les quarts, demis et les heures pleines. Les cloches et horloges des villes s'affranchissent ainsi de la tutelle ecclésiastique tandis que l'Église accepte progressivement le rôle civil du clocher en faisant installer des horloges publiques dans les lieux saints.
Alors que les clochers désignaient le moment de la journée en donnant le rythme des heures canoniques (sept prières dans la journée), ils servent encore aujourd'hui à marquer le temps liturgique (angélus), les offices religieux (majoritairement catholiques et, dans une moindre mesure, protestants ou orthodoxes) et donner les sonneries de circonstances : baptêmes, mariages, enterrements, fêtes religieuses ou civiles, commémorations, etc. Le clocher de l'église peut en effet prendre en charge la sonnerie civile et être à l'origine de « querelles de clochers » et d'intenses débats juridiques. Ainsi en France, la loi de séparation des Églises et de l'État de 1905 distingue les sonneries religieuses et civiles mais ces dernières peuvent être à l'origine de nuisance sonore et de demandes de riverains pour que les maires les interdisent.

## Présentation

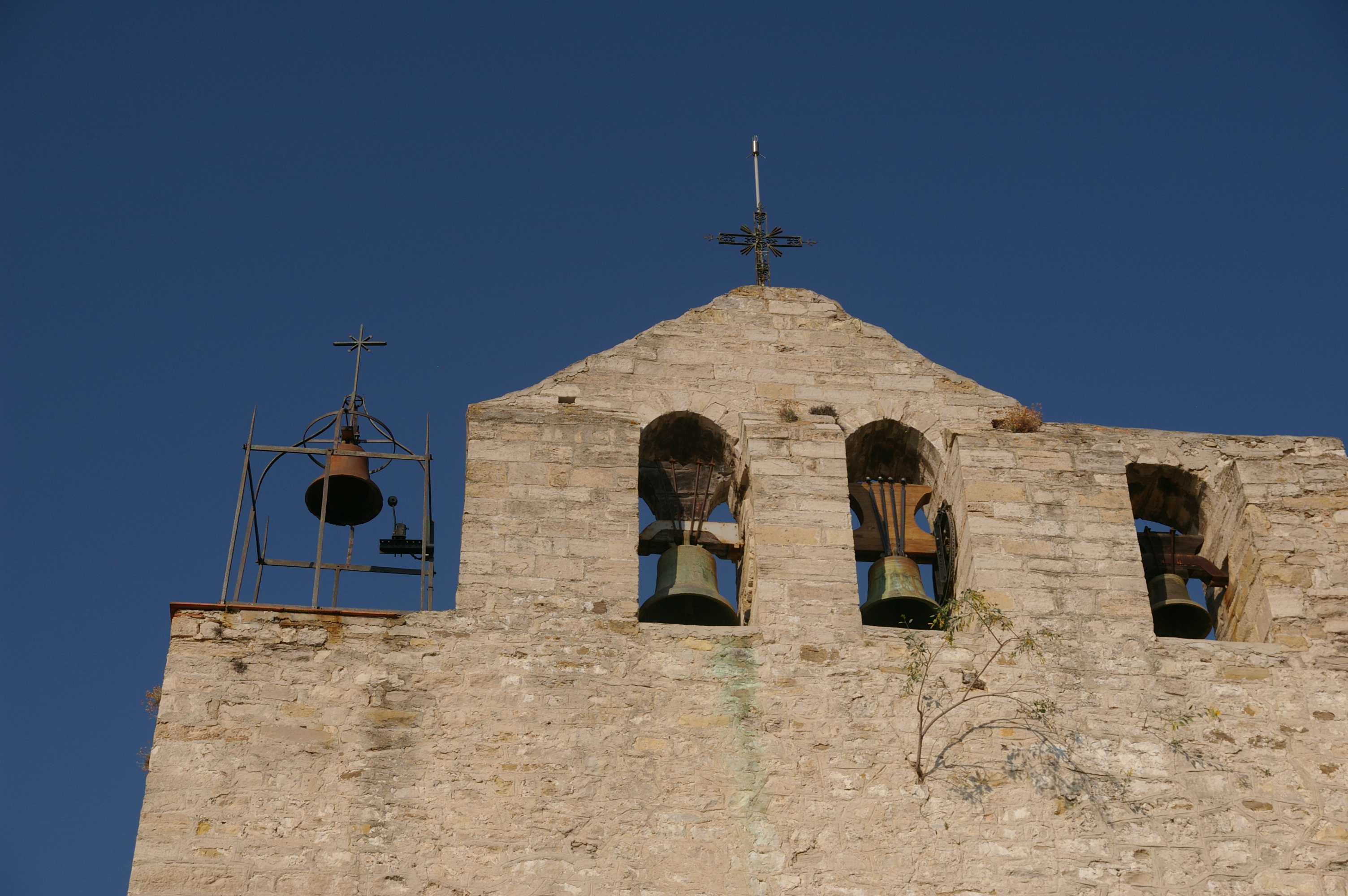
Clocher-mur de l'église du Castellet.

Le clocher peut revêtir des formes très différentes, selon son plan : carré, polygonal, circulaire, parfois simple mur (clocher-mur ou campenard). L'appellation clocher-tour (préférable à campanile, voir plus loin) est réservée à un clocher architecturalement indépendant de l'édifice auquel il est associé. La couverture du clocher peut être en bâtière (toit à deux pentes), un toit à quatre pentes, ou plus. Quand la couverture est très aiguë, qu'elle soit en charpente ou maçonnée, en pierre, brique ou autre, on parle de flèche (ou aiguille). Il arrive que la flèche d'un clocher ne soit pas droite : on parle alors de clocher tors.
Le clocher peut occuper différents emplacements dans le plan d'une église. Souvent construit au-dessus de la nef, il peut être construit au-dessus de la nef (clocher entre nef et chœur, clocher sur croisée), surmonter le porche d'entrée (clocher-porche) ou être disposé latéralement à la nef (clocher latéral ou en coin).

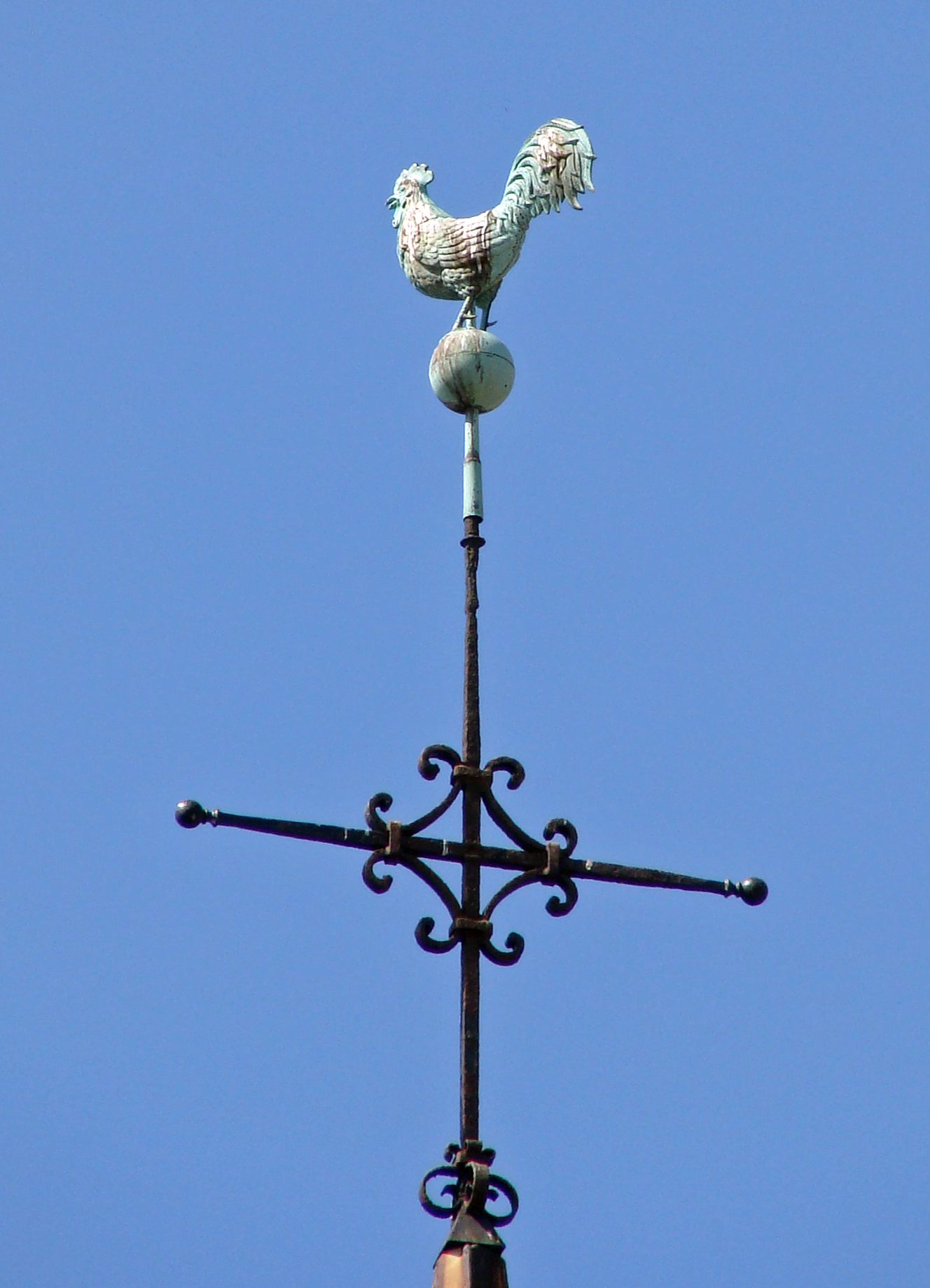
Coq de clocher, Carling.

Parfois, il est totalement séparé du bâtiment principal de l'église : on parle alors, dans l'usage courant, de campanile. Toutefois, en France, au sens strict, ce mot désigne « un clocher formant édicule sur le toit d'un bâtiment : il paraît posé sur celui-ci. Il est souvent construit en charpente. Il ne faut donc pas appeler campanile un clocher isolé » (mot italien pour clocher, dérivé de campana, la cloche). Certaines églises peuvent avoir plus d'un clocher. Il ne faut pas parler de clocher à propos d'une tour qui ne contient pas de cloches, comme il ne faut pas parler de clocheton au sens strictement architectural pour désigner un petit clocher : le clocheton est un amortissement en forme de clocher, mais il ne peut contenir des cloches.
Le clocher est souvent surmonté d'une croix, et, en France, mais aussi dans certains autres pays, d'une girouette en forme de coq gaulois. L'installation des cloches dans un clocher peut se faire par l'intermédiaire d'une charpente en bois appelée beffroi, destinée à limiter les efforts exercés par le mouvement des cloches sur la construction en maçonnerie. Les cloches peuvent aussi être directement fixées dans les fenêtres du clocher selon un usage communément répandu dans le sud de l'Europe. Les baies du clocher donnant sur la chambre des cloches sont souvent munies d'abat-sons, lames obliques destinées à renvoyer le son des cloches vers le sol.

## Galerie

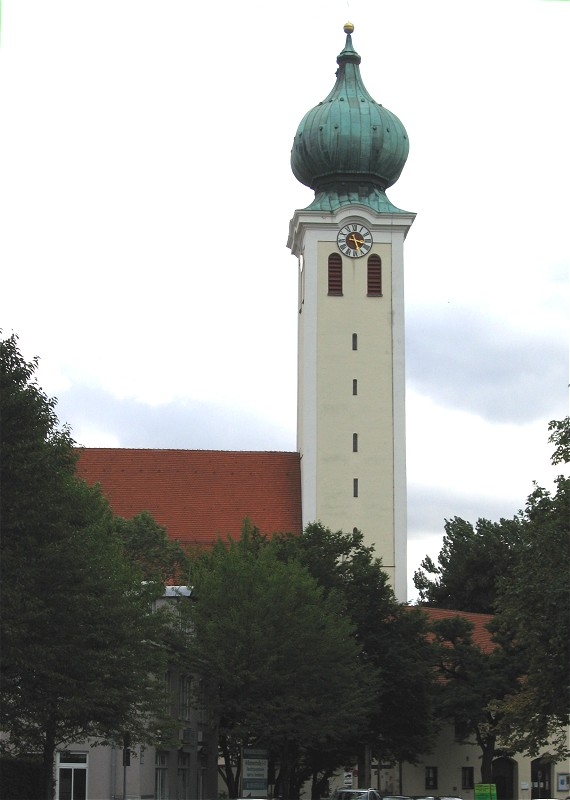
Clocher à bulbe Ramersdorf - Munich.
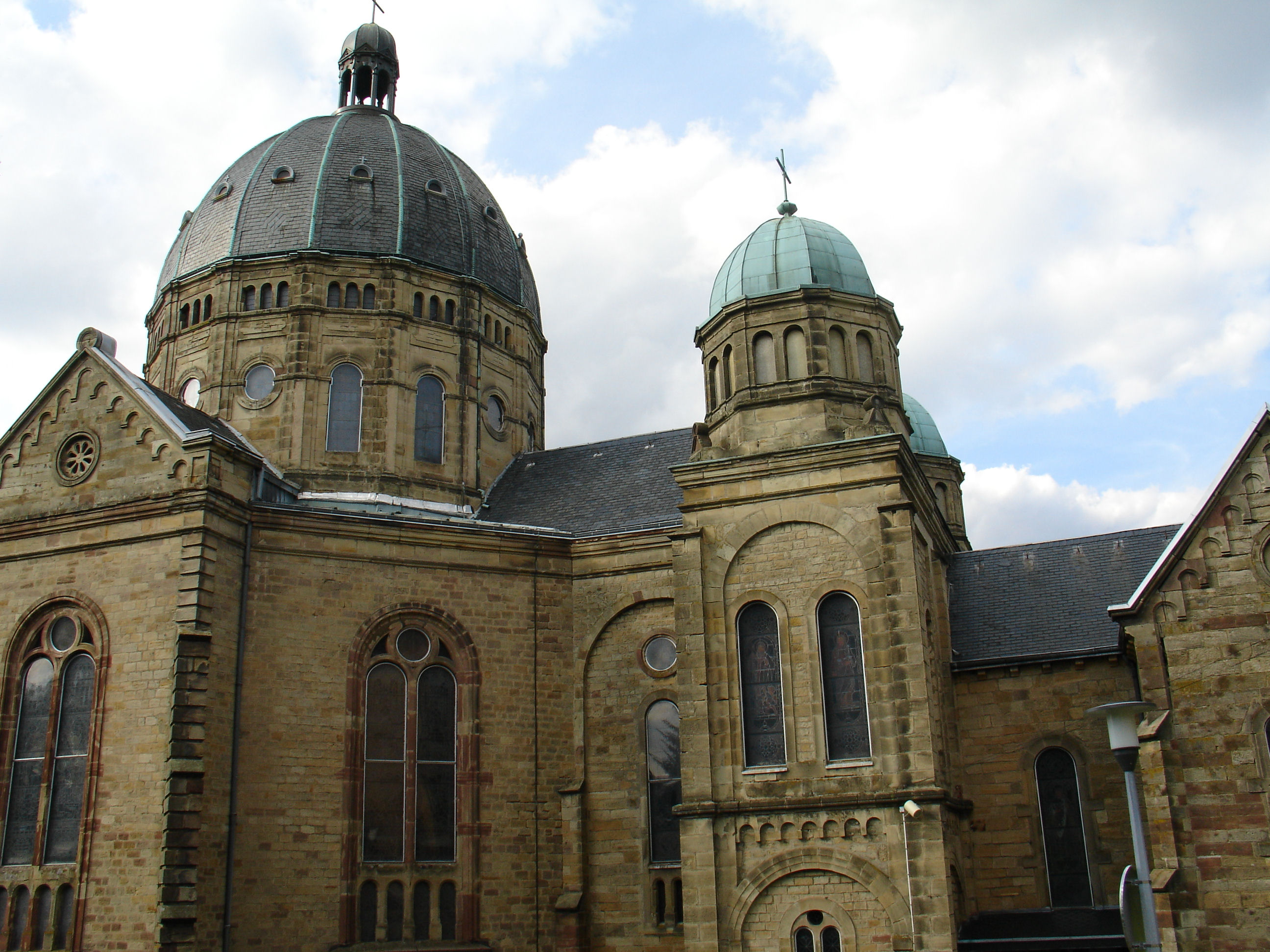
Clocher à dôme Saint-Avold.
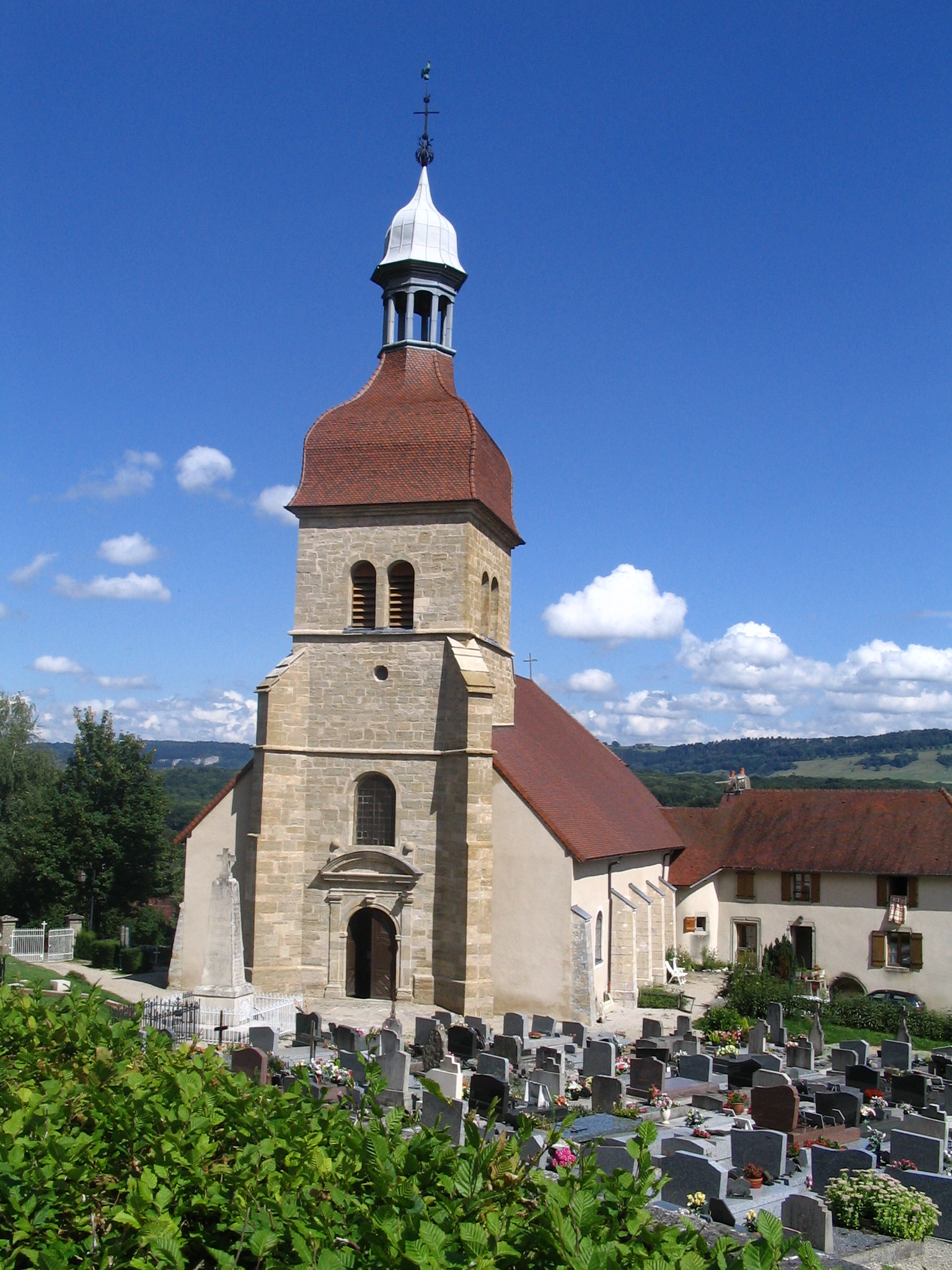
Clocher à dôme à impériale Saint-Lothain.
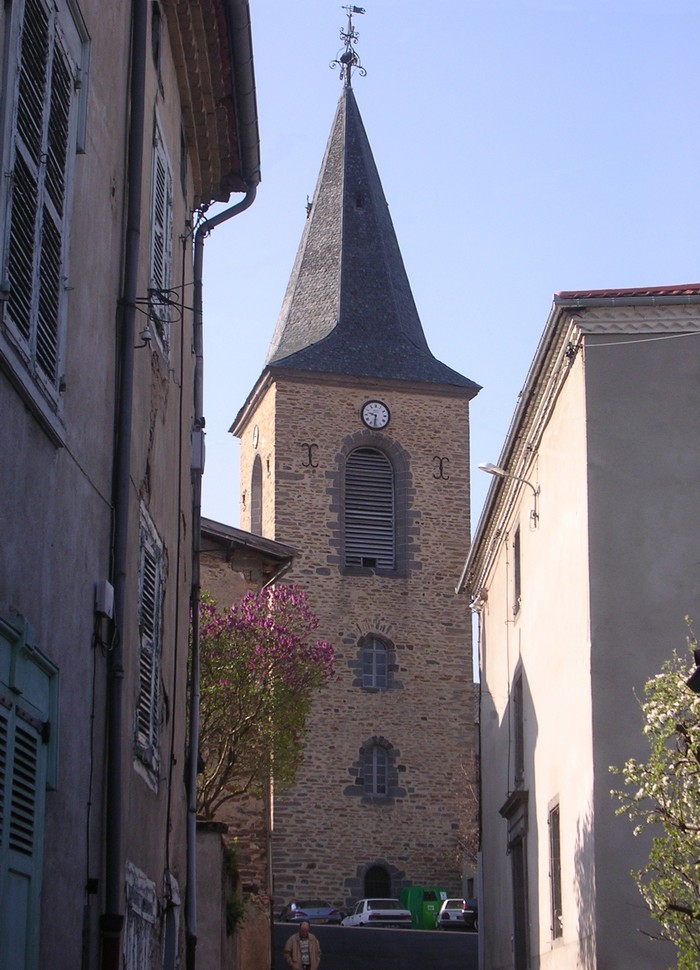
Clocher à flèche de charpente Massiac.
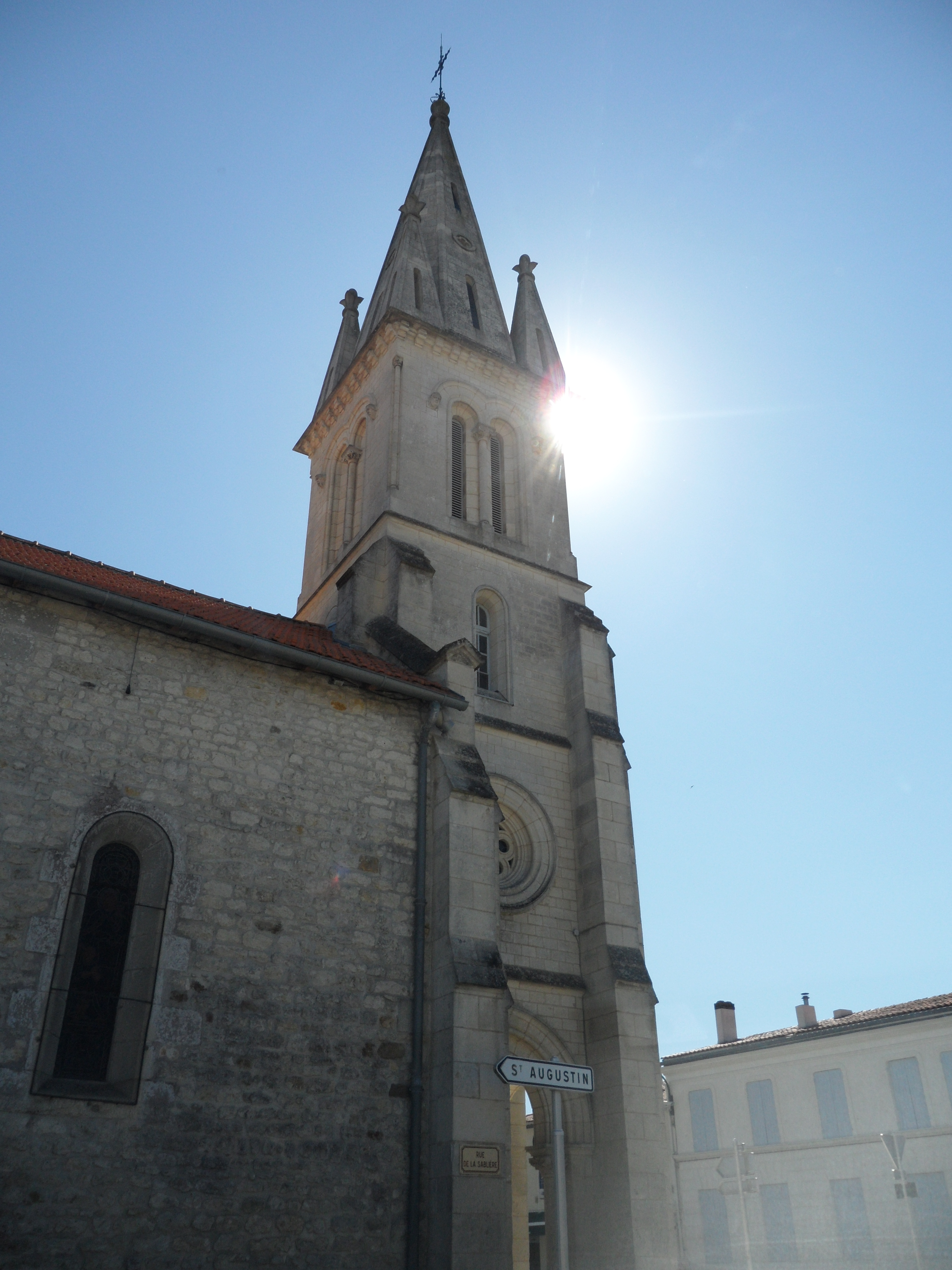
Clocher à flèche de pierre Les Mathes.
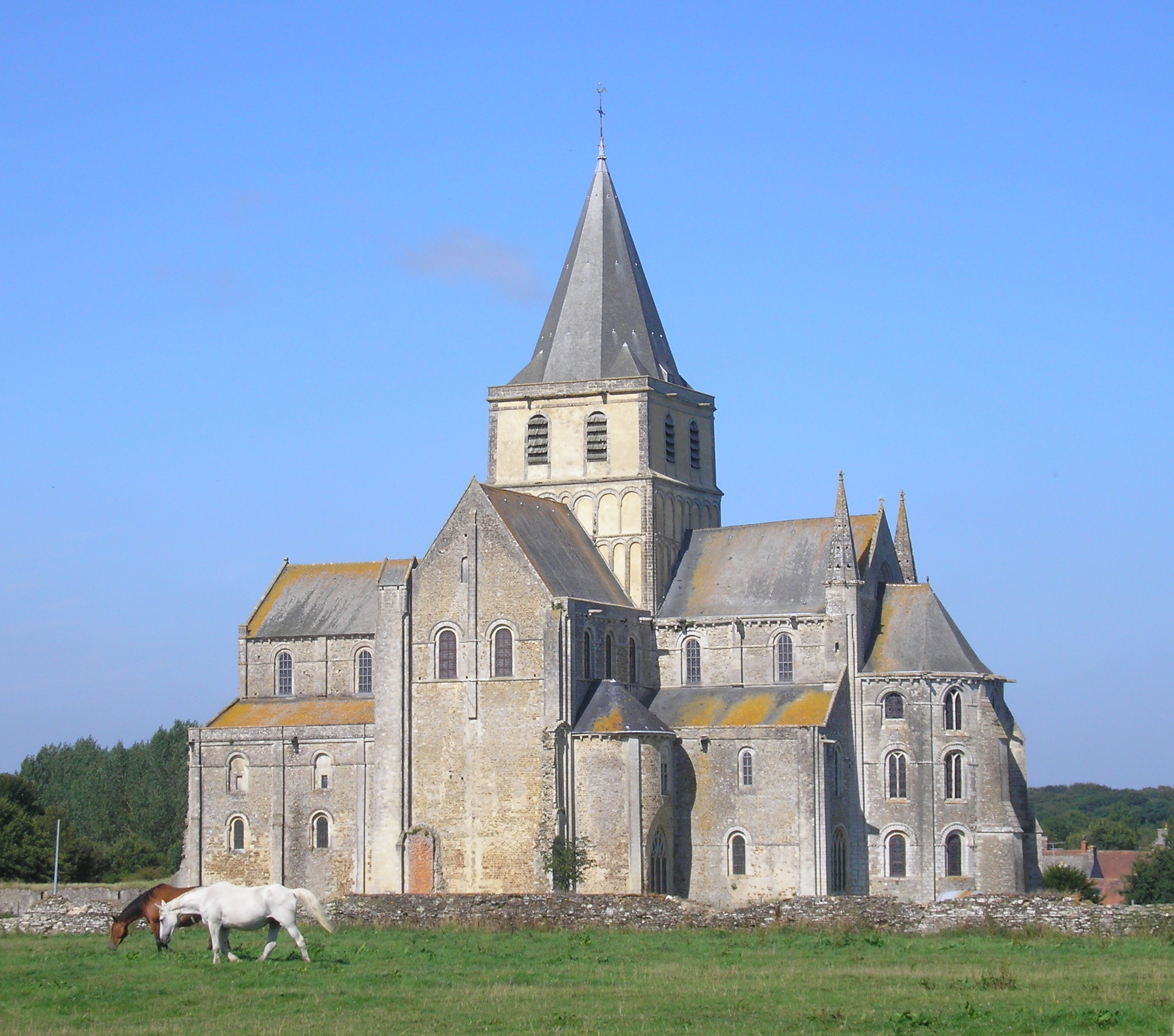
Clocher à pavillon Cerisy-la-Forêt.
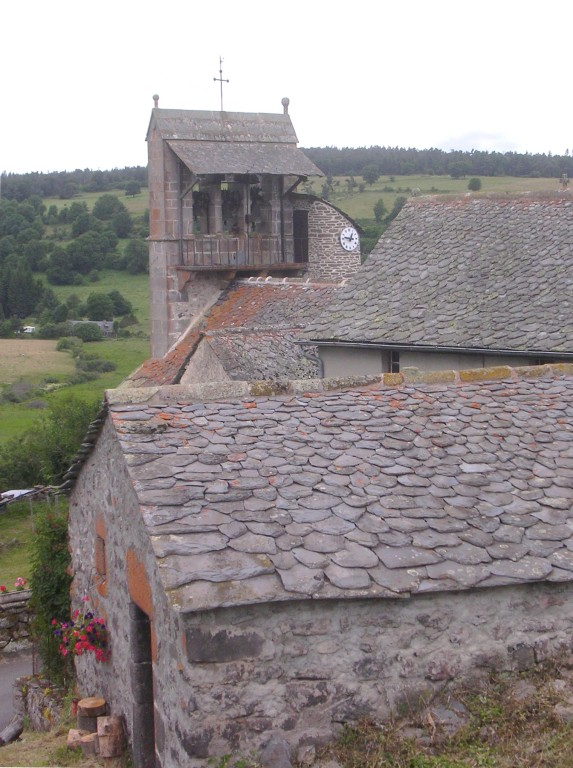
Clocher à peigne Mouret de Chalinargues.
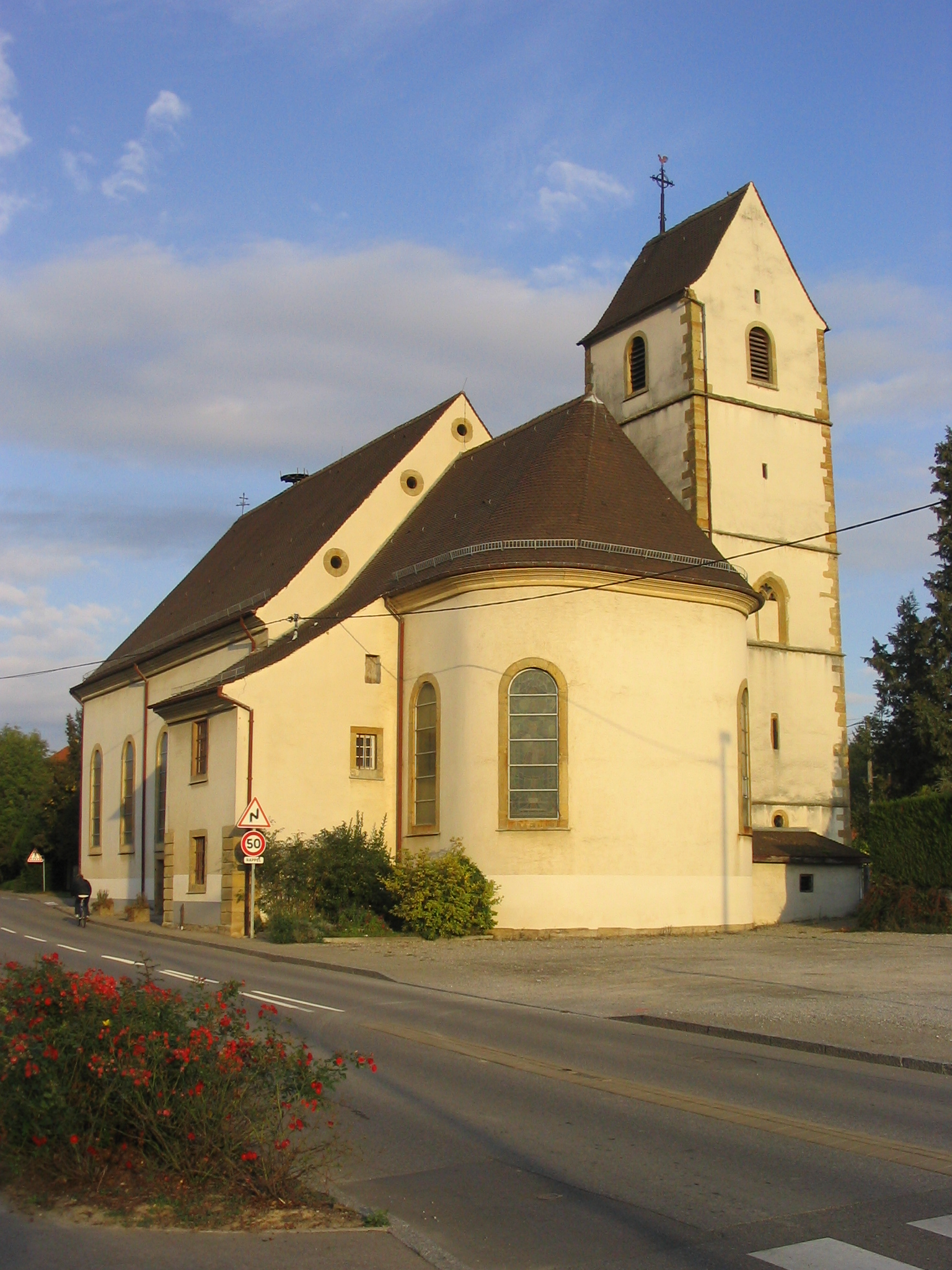
Clocher en bâtière Zimmersheim.
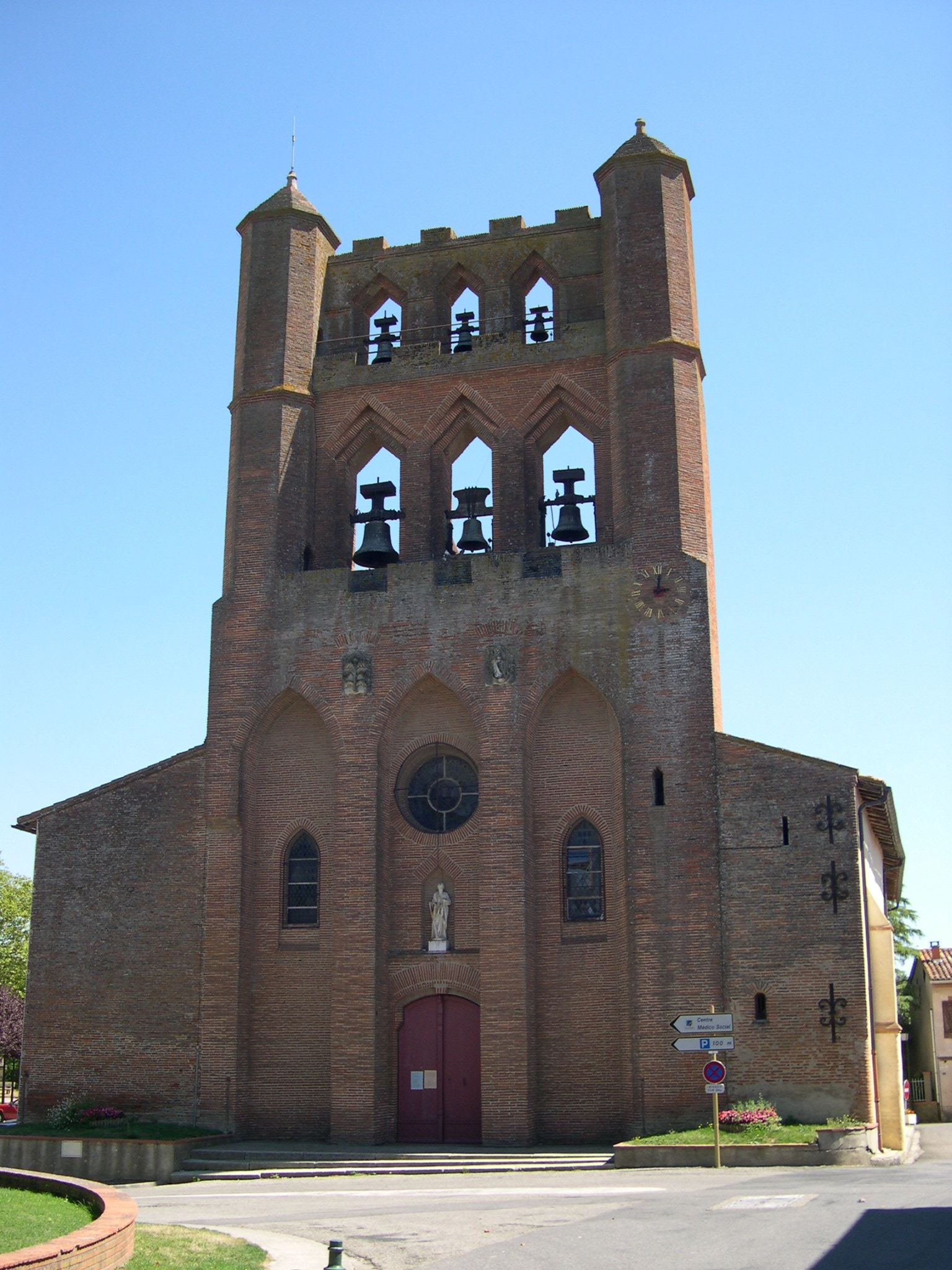
Clocher-mur ou campenard Montgiscard.
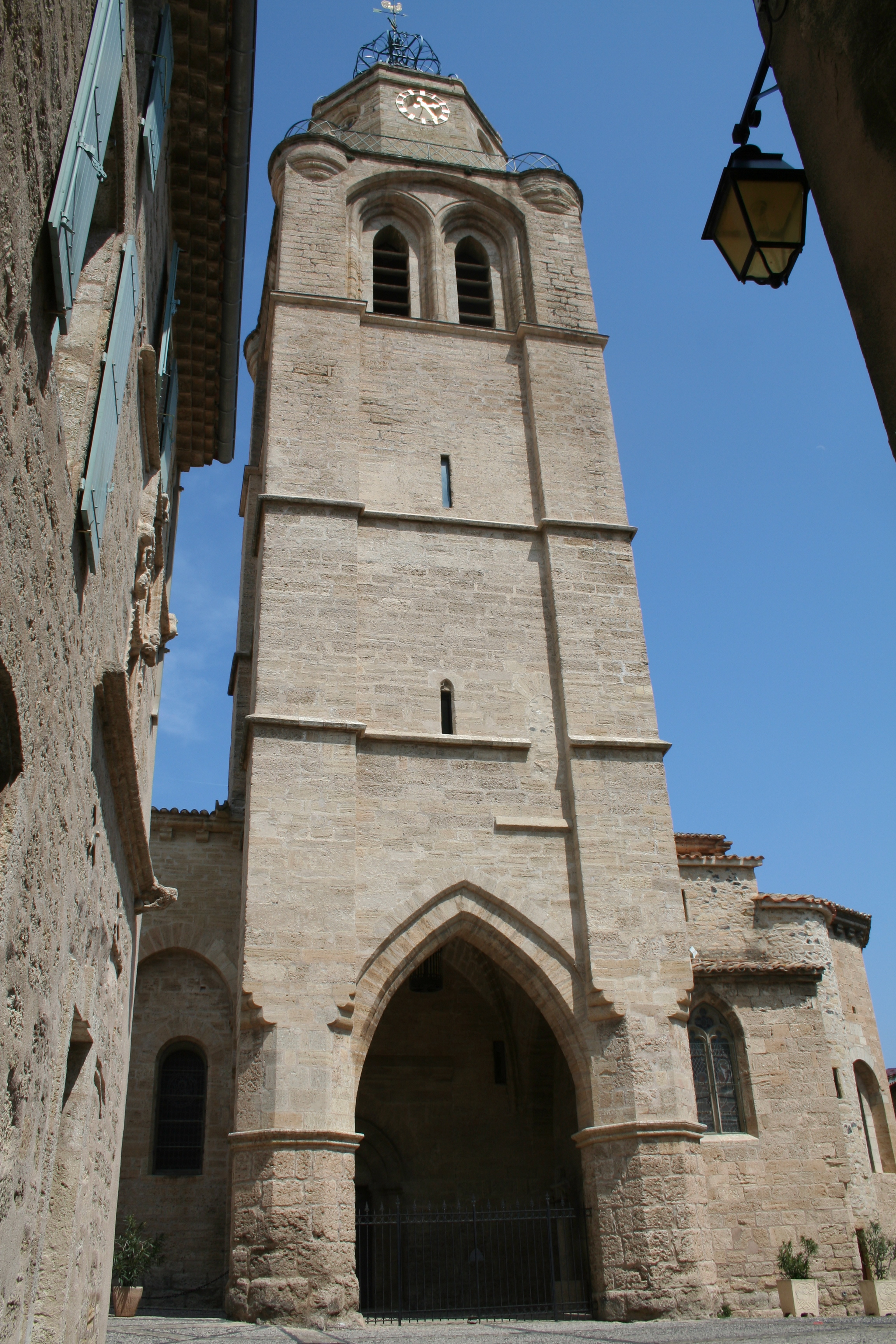
Clocher-porche Caux
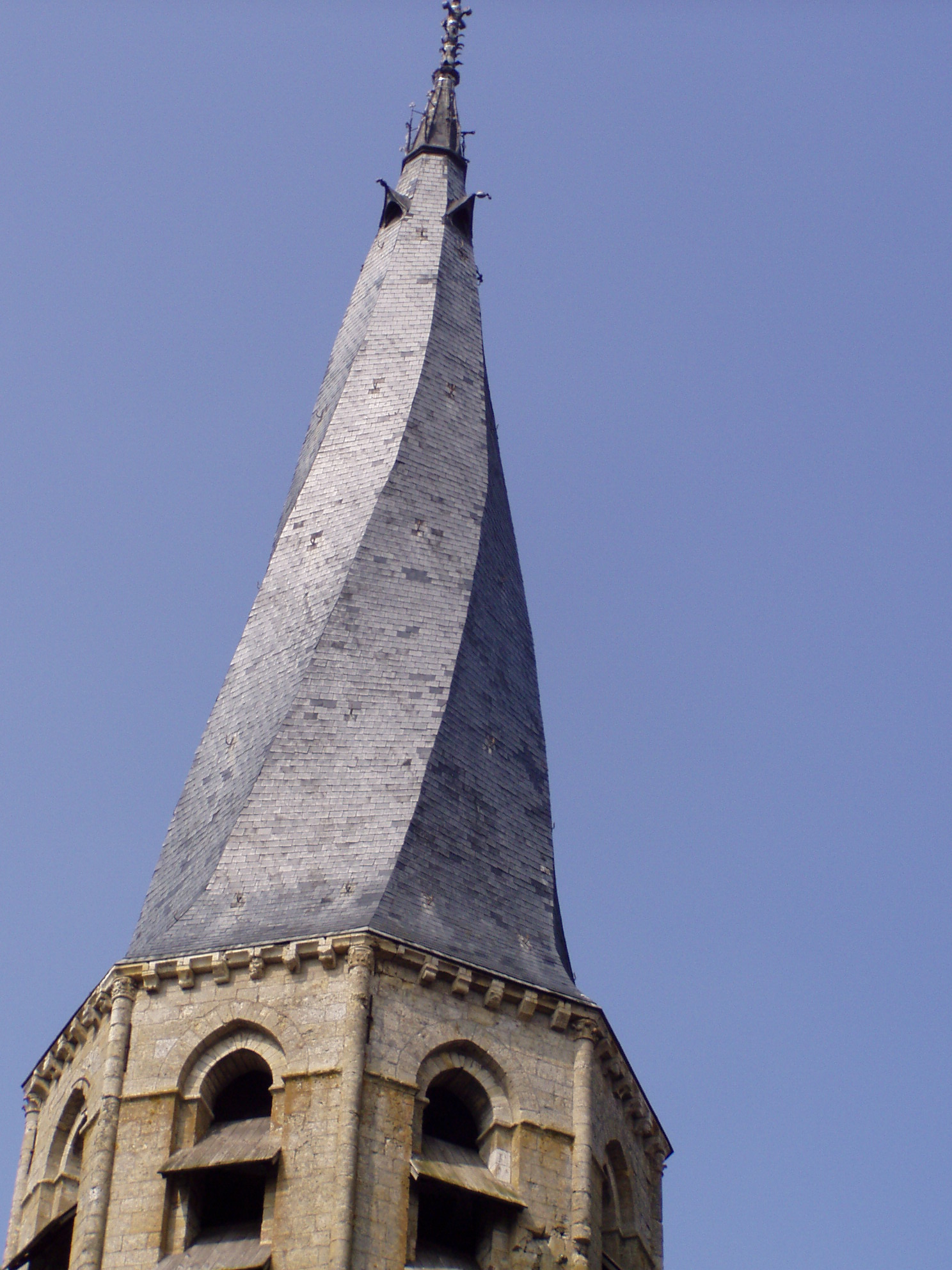
Clocher tors Puiseaux.
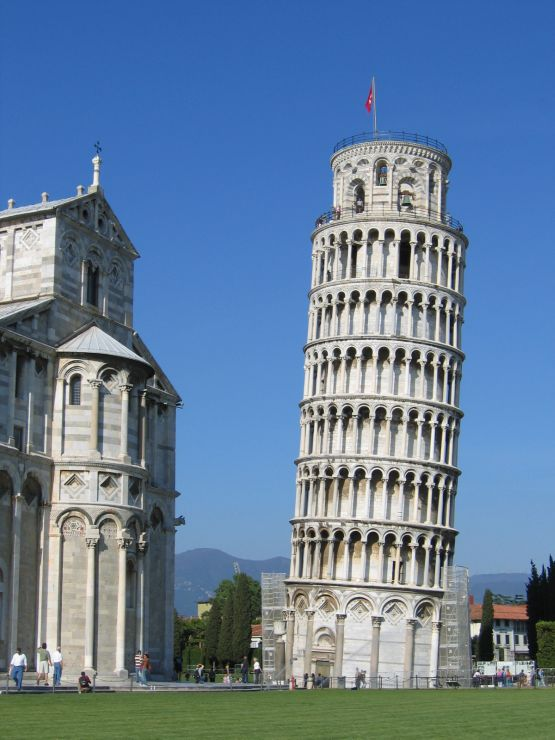
Clocher-tour Pise.
Clocher à horloge décentrée Lœuilly.
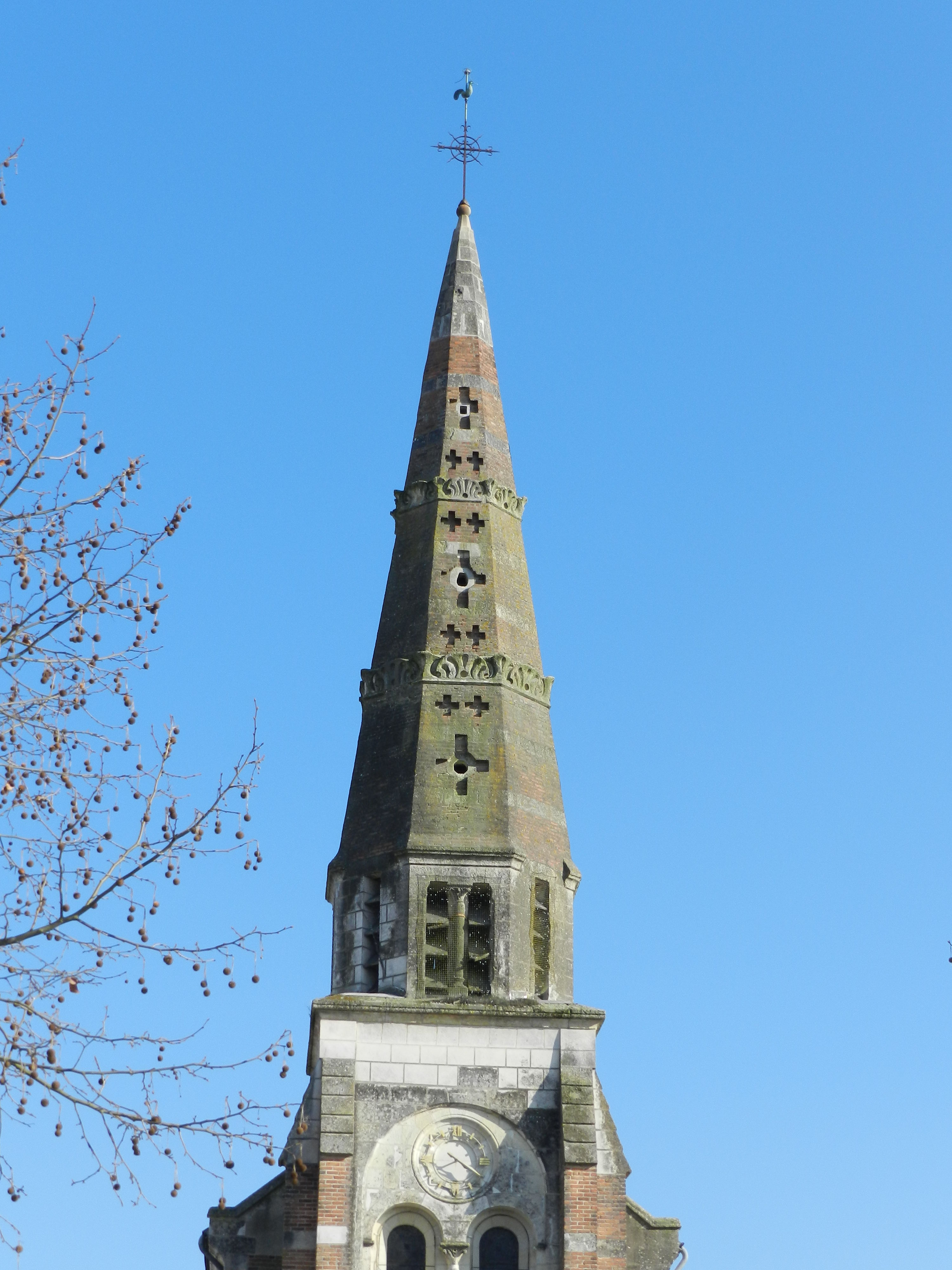
Clocher à flèche de brique Lamotte-Beuvron.
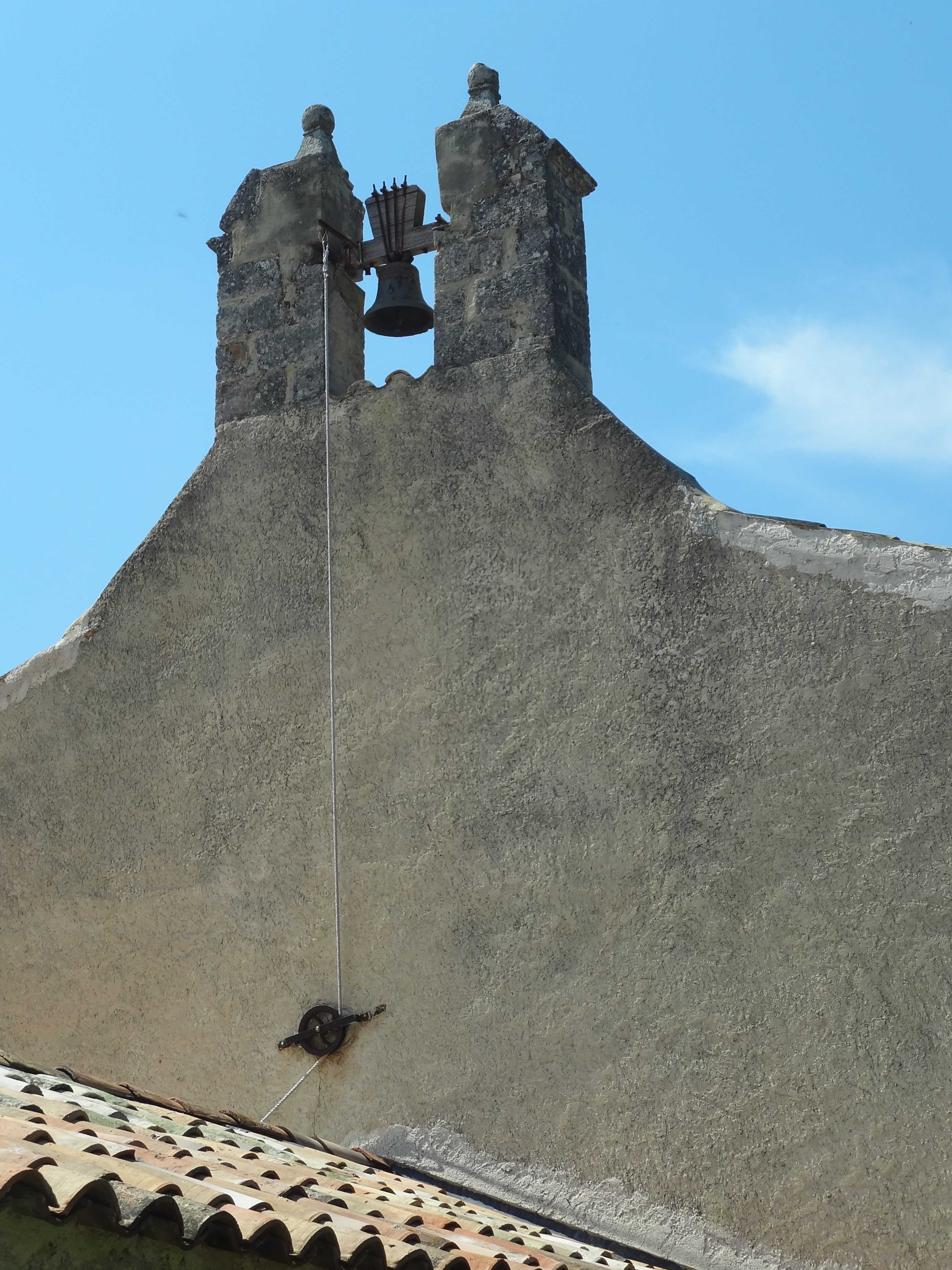
Clocher-mur rudimentaire à Oraison (Alpes-de-Haute-Provence).
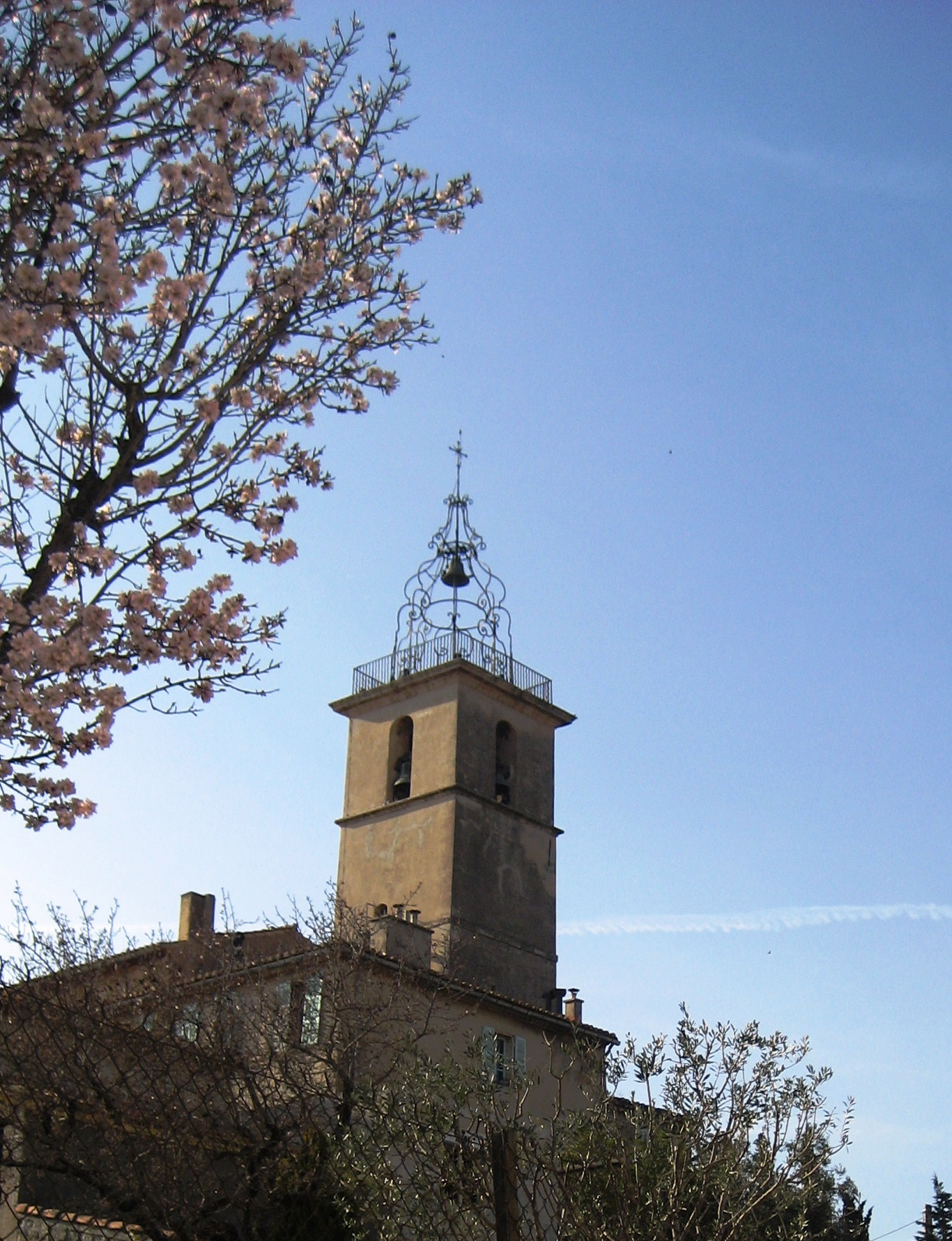
Clocher à campanile en fer forgé Château-Gombert.
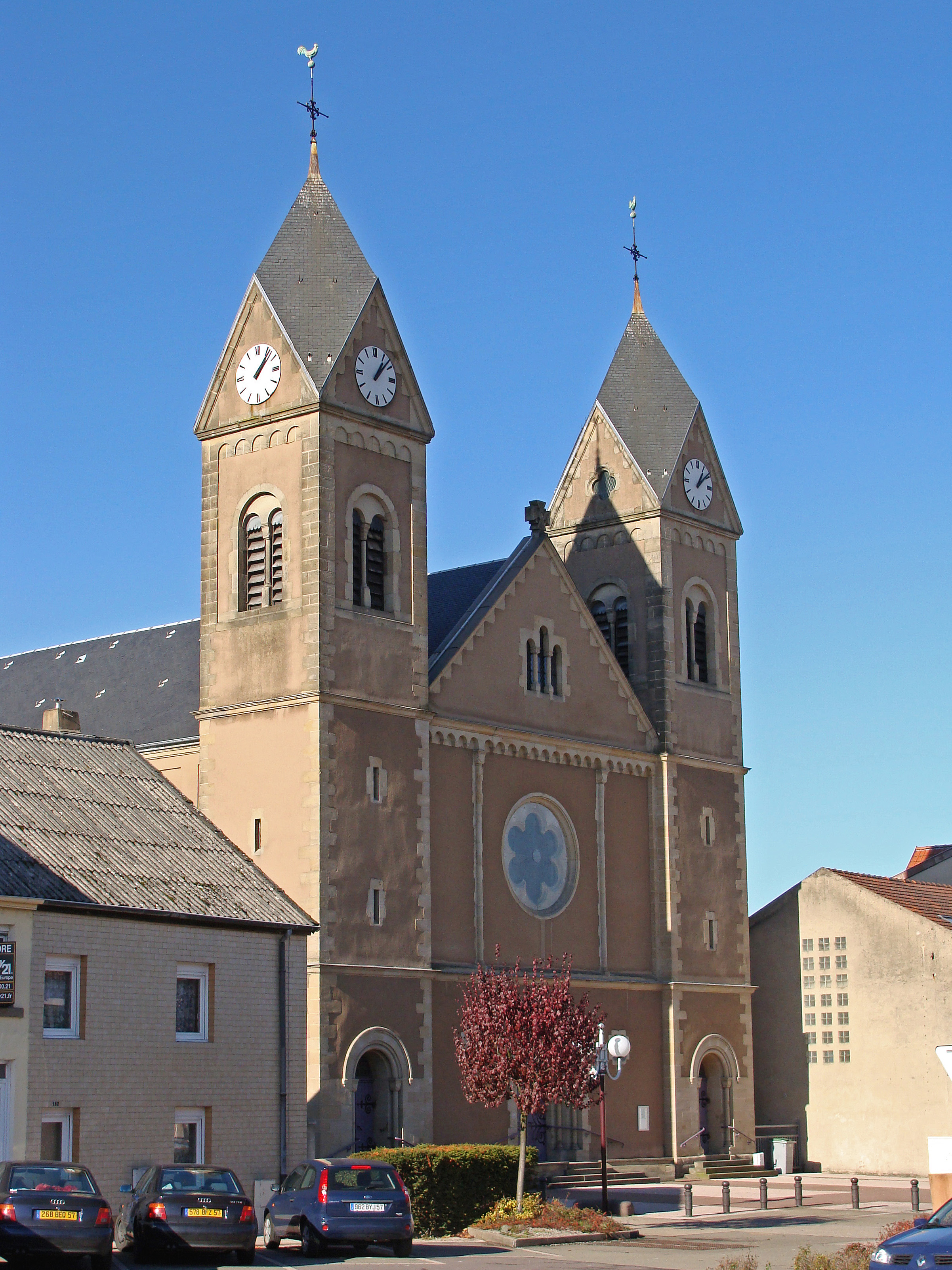
Clocher double Carling.
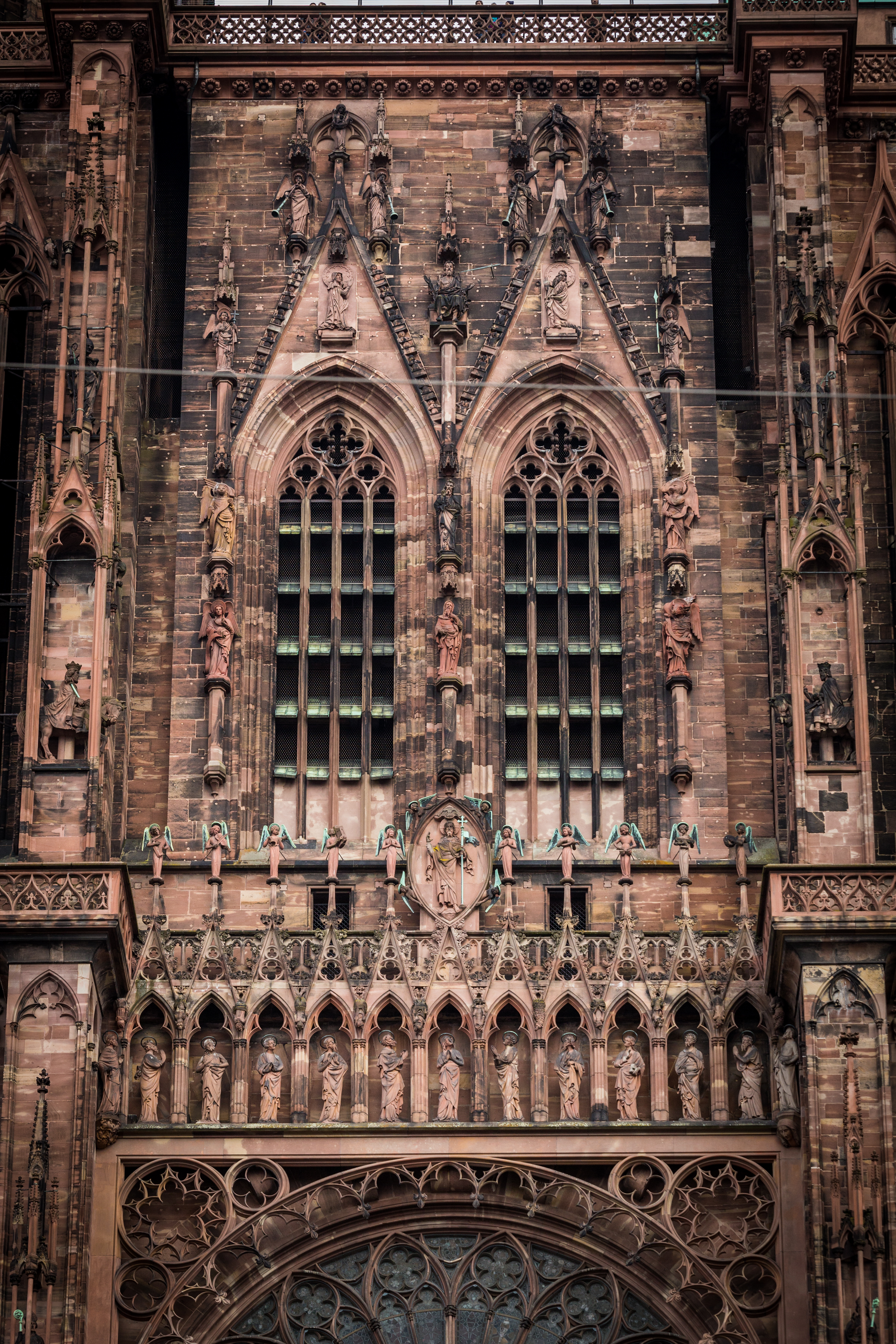
Clocher intégré dans la façade, cathédrale de Strasbourg.
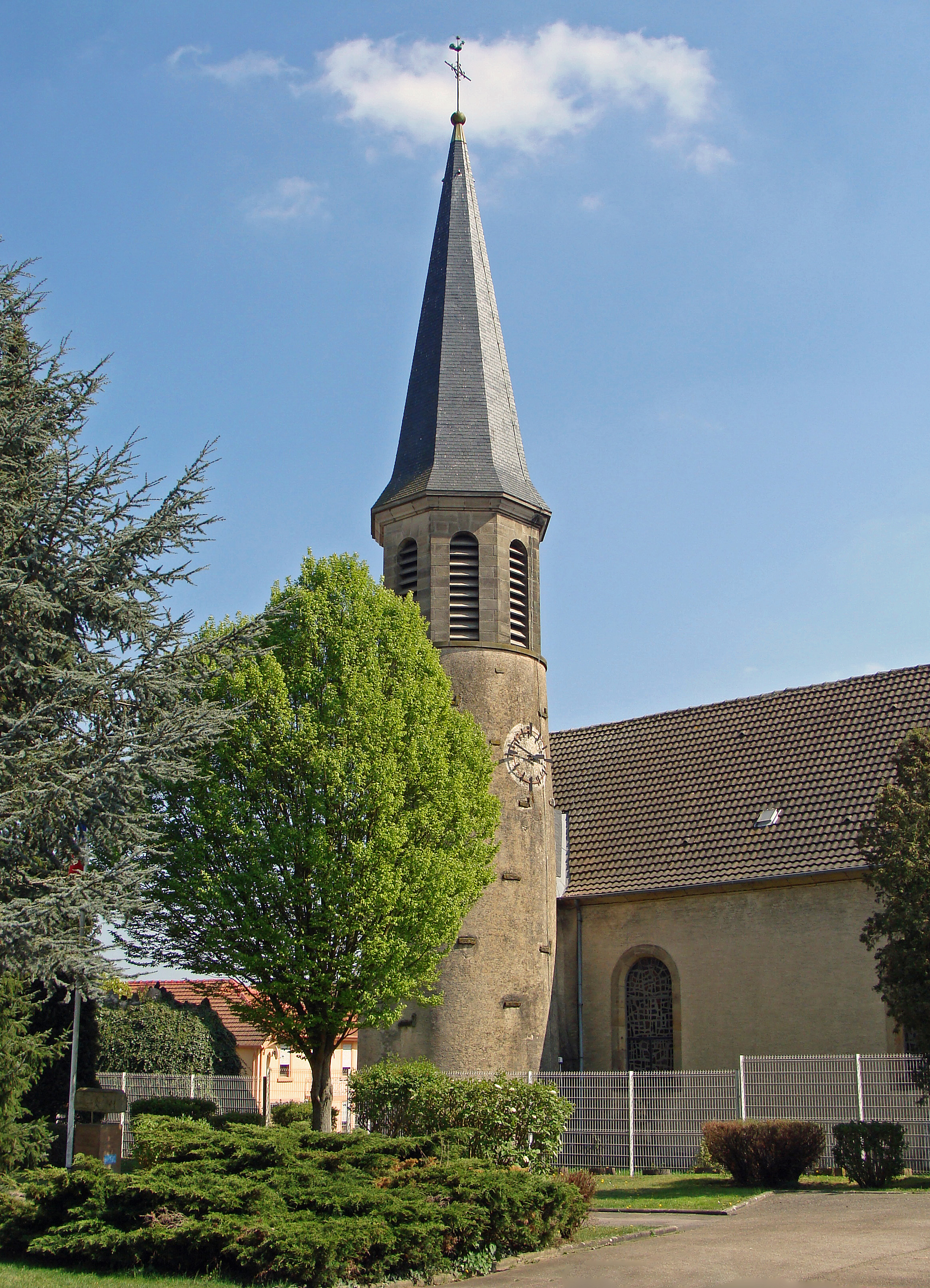
Clocher rond Farébersviller.
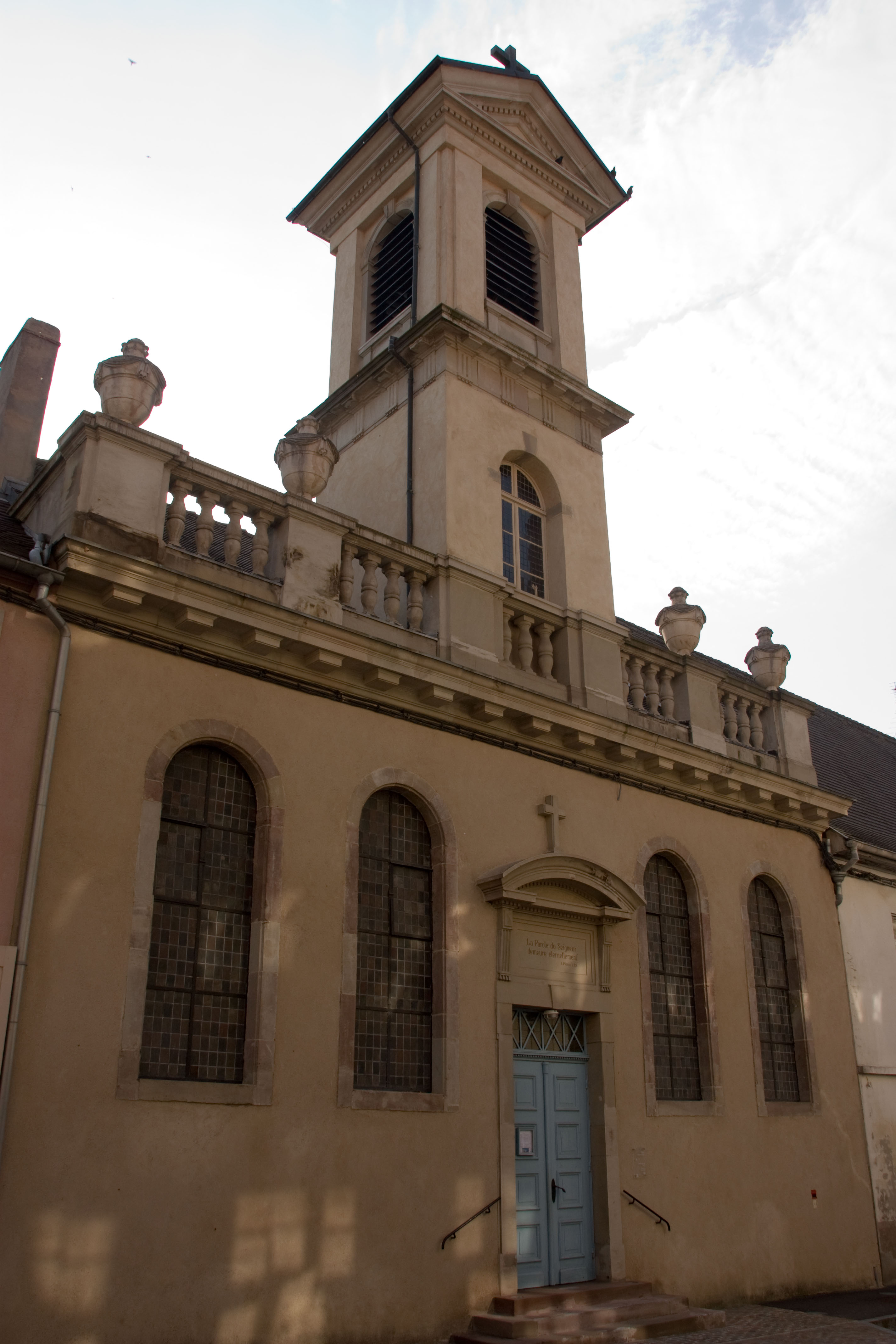
Clocher carré, église luthérienne Phalsbourg.
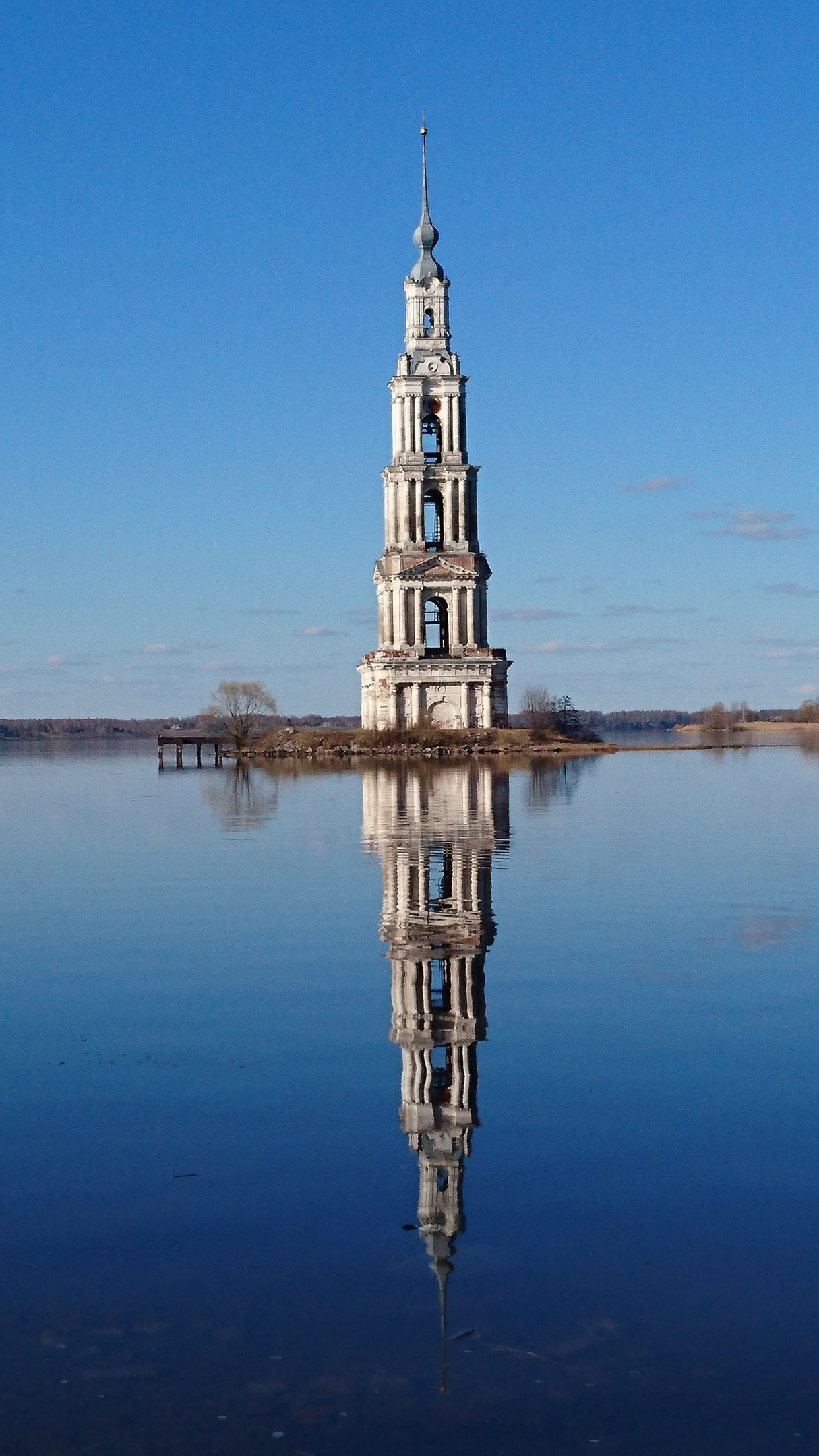
Le clocher de l'église Saint-Nicolas de Kaliazine submergée.
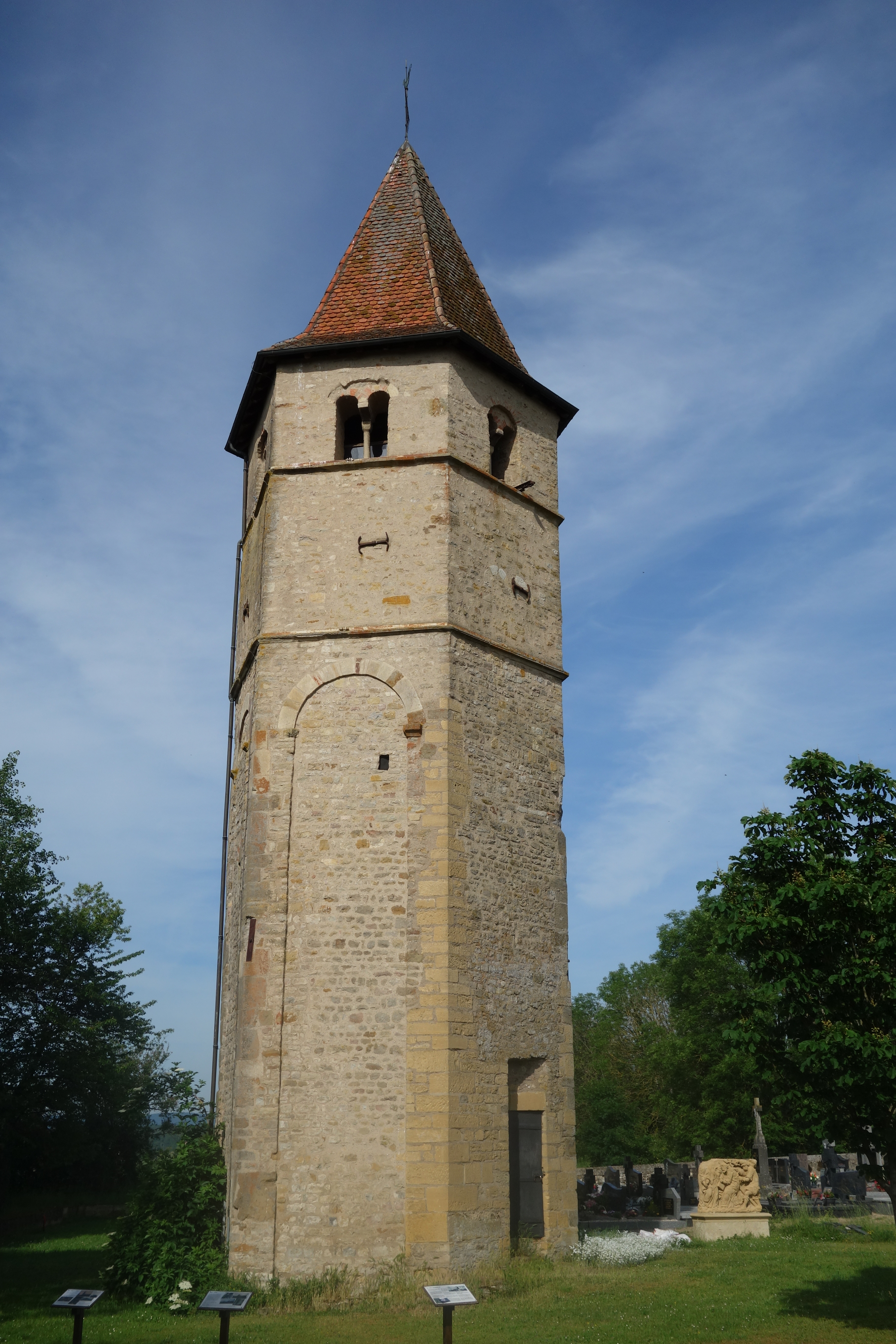
Usseslkirch (Boust), clocher de l'ancienne église Saint-Martin.
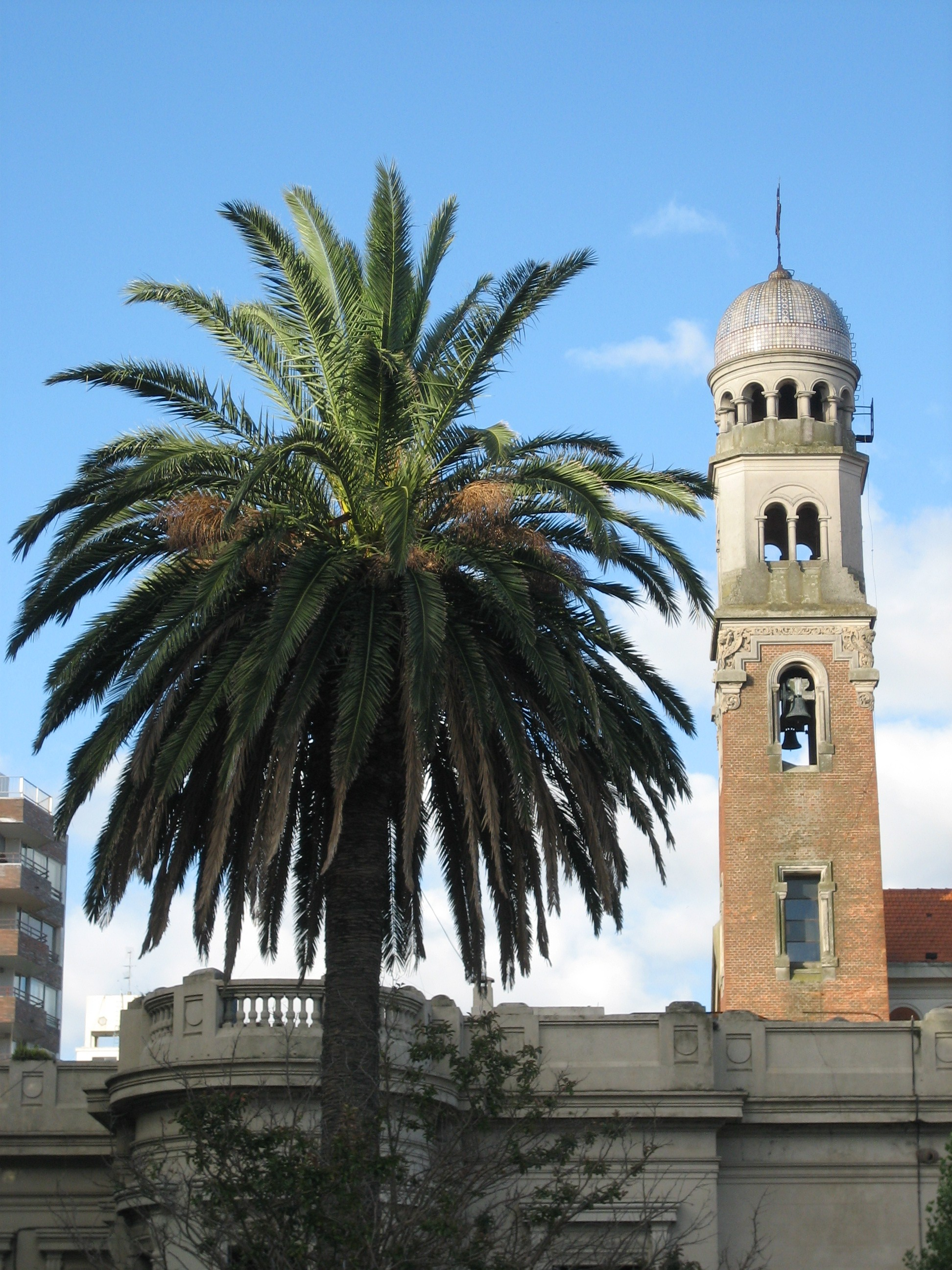
Clocher de Montevideo, Uruguay.
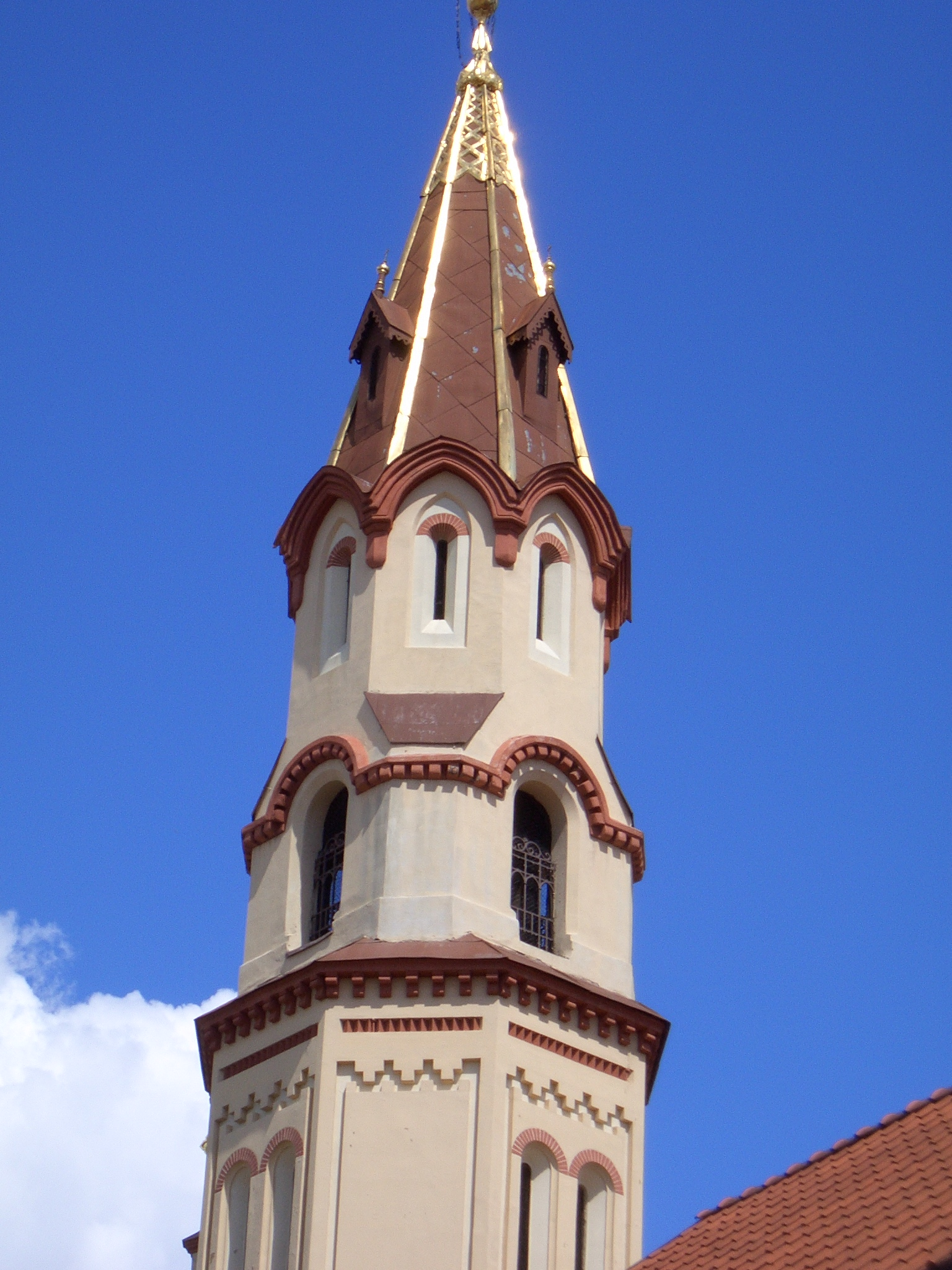
Clocher de l'église Saint-Nicolas, Vilnius (Lituanie).
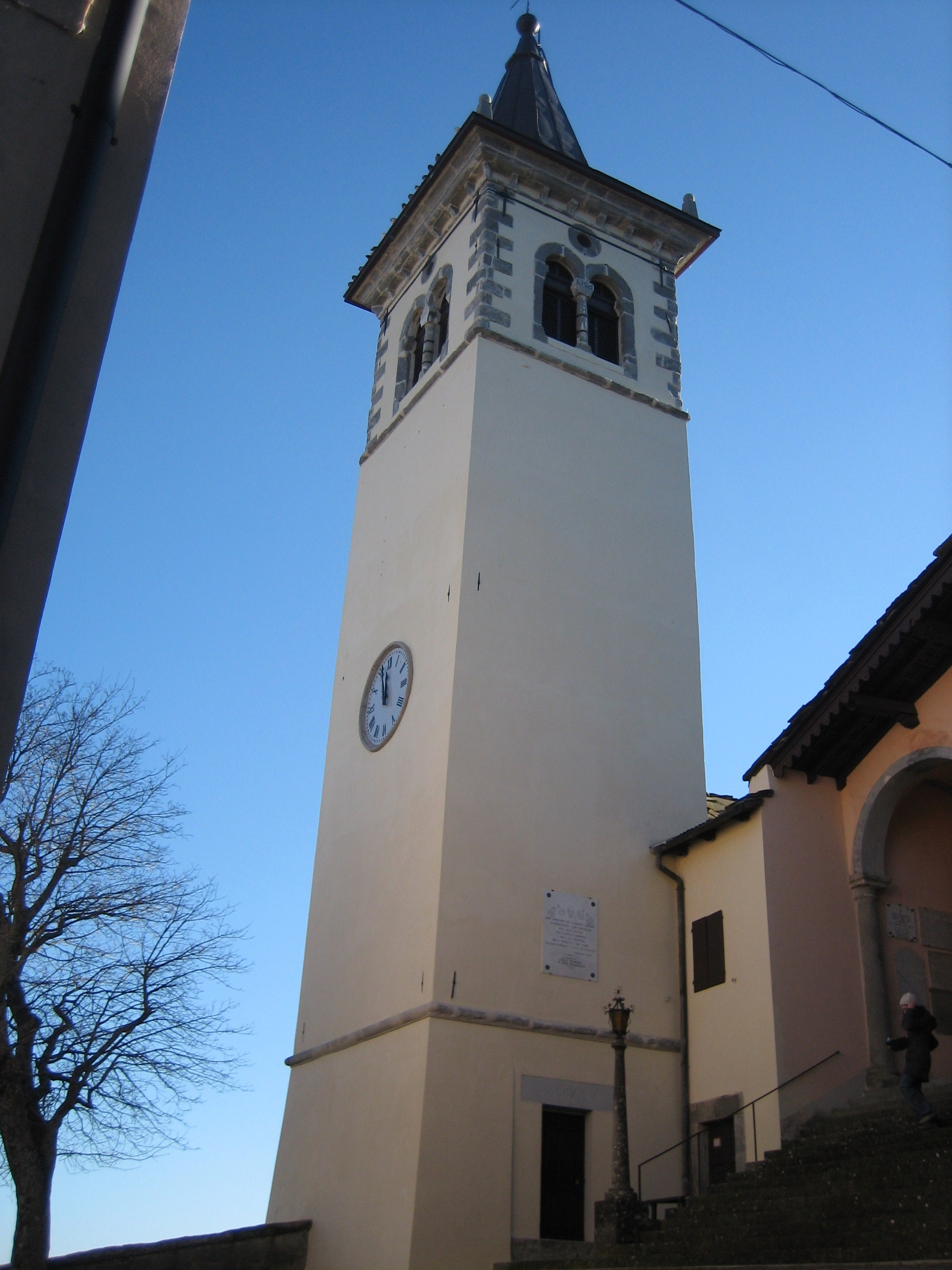
Clocher de l'église de Castelluccio, hameau de Porretta Terme, Italie.
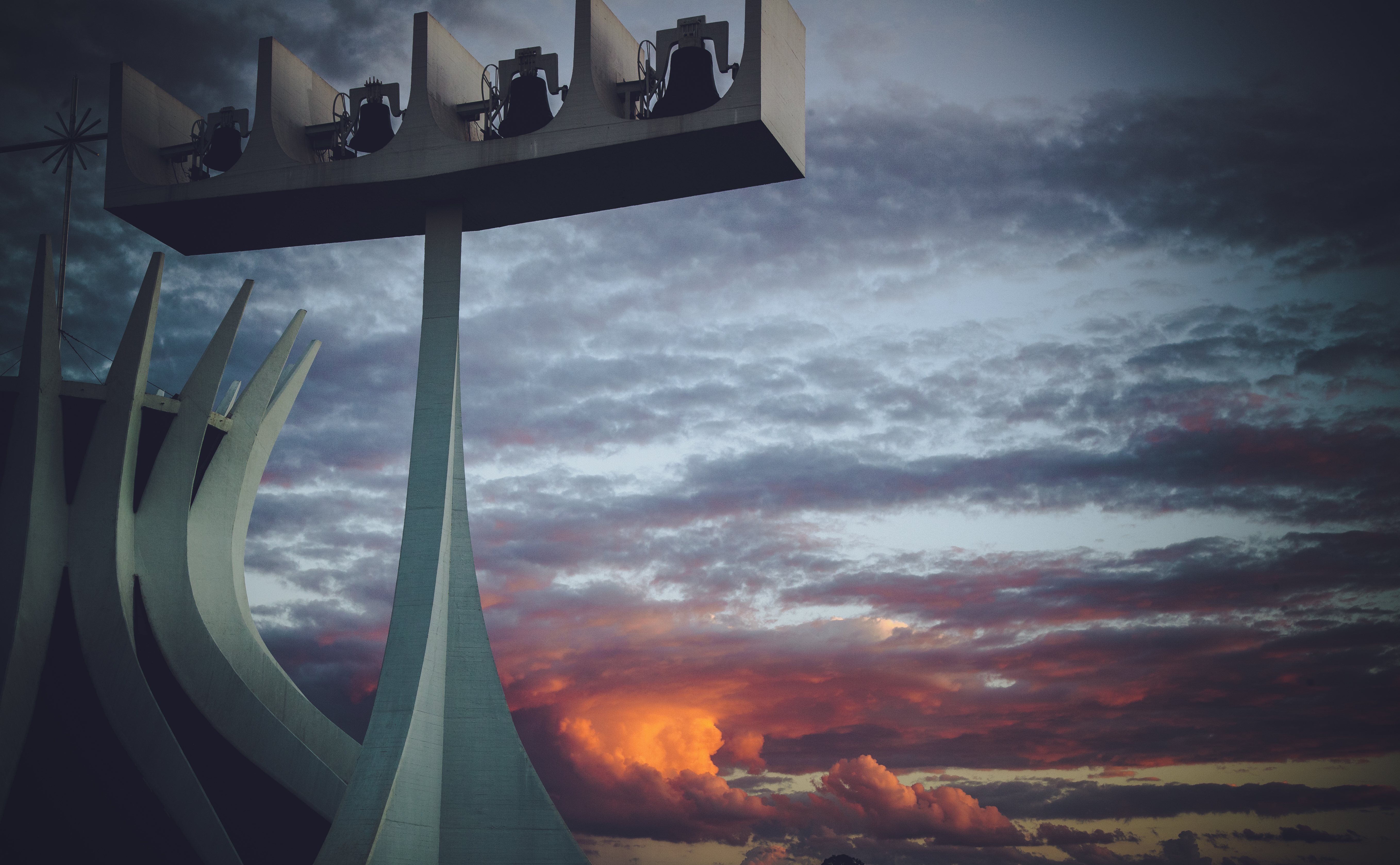
Clocher moderne de la cathédrale de Brasilia.

## Communes dont le nom comporte le mot «clocher»
- Ailly-le-Haut-Clocher (Somme)
- Ferrières-Haut-Clocher (Eure)
- Fexhe-le-Haut-Clocher (Belgique)
- Hadancourt-le-Haut-Clocher (Oise)
- Haut-Clocher (Moselle)
- Neuvy-Deux-Clochers (Cher)
- Saint-Gervais-les-Trois-Clochers (Vienne)
- Saint-Martin-du-Clocher (Charente)

Clocher-porche comme meuble du blason de Soppe-le-Haut.

## Divers
- Huit villes sont surnommées la « ville aux cent clochers ».
- Tournai (Belgique, Hainaut) : la cathédrale possède cinq clochers et quatre sans cloches : jeu de mots traditionnel qui fait croire à celui qui écoute que la cathédrale possède 400 cloches…
- De même, l'église baroque d'Ebersmunster en Alsace possède trois tours et 200 cloches. « Combien de cloches dans chaque tour ? » demande-t-on au visiteur de passage.
- Le Conservatoire Européen des Cloches et Horloges d’édifices (CECH) a lancé depuis 2015 en France la « Journée du Clocher » fixée le lundi de Pentecôte[17].